# Histoire de l'horlogerie à Besançon
Vous lisez un « bon article » labellisé en 2011.

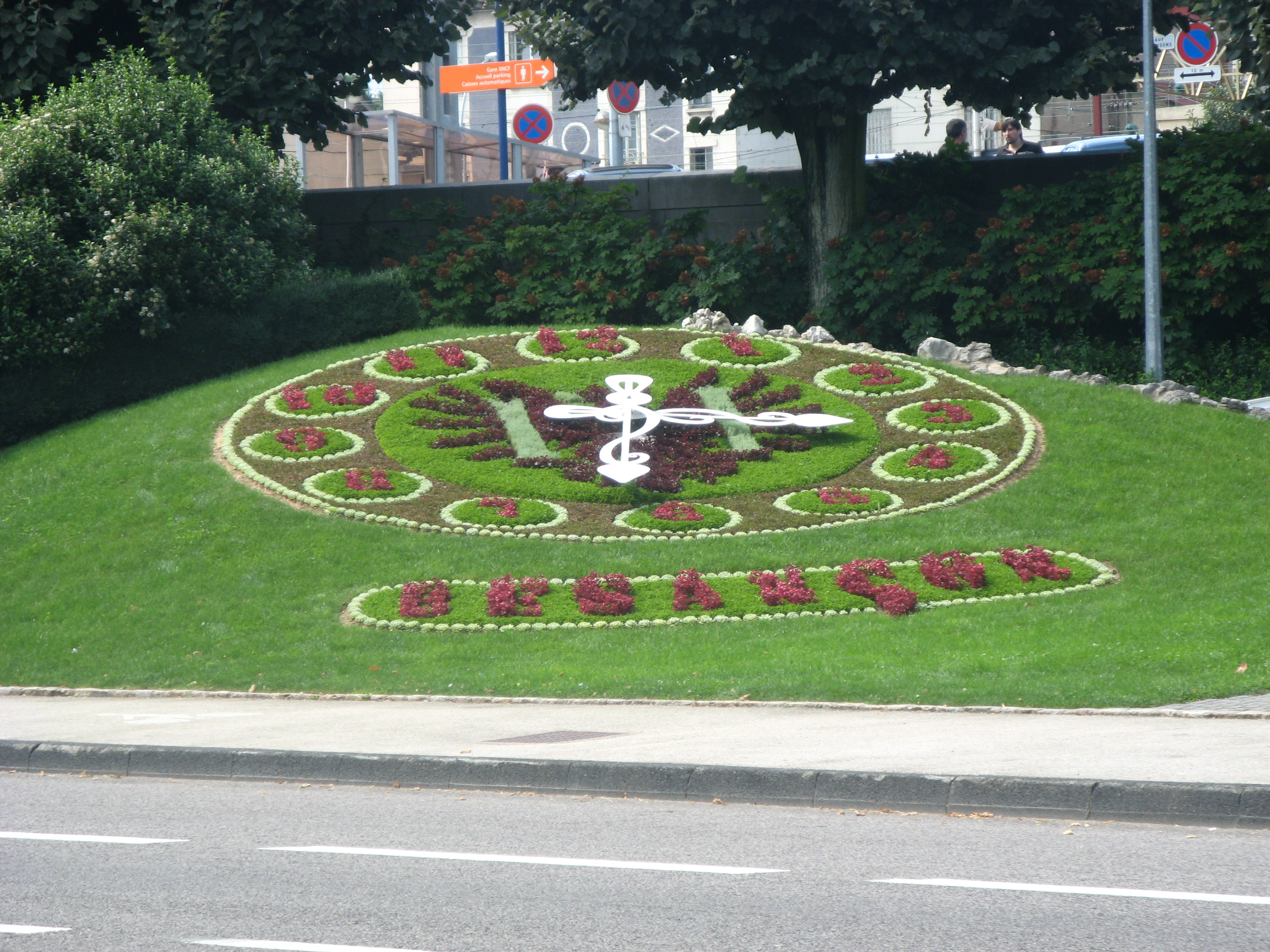
Horloge de fleurs à Besançon.

L'histoire de l'horlogerie à Besançon commence significativement à  partir de la fin du XVIIIe siècle, lorsque des horlogers suisses installèrent dans la capitale comtoise les premiers ateliers. Puis petit à petit des Bisontins prennent part à cette fièvre horlogère, et firent définitivement de Besançon la Capitale française de l'horlogerie lors de l'Exposition internationale de 1860, qui s'est tenue place Labourey. La ville produit jusqu'à 90 % des montres françaises en 1880, et malgré une crise dans les années 1890 et 1900, le secteur horloger se relève et poursuit sa croissance. La cité garde un rôle prépondérant dans l'horlogerie jusqu'à la crise des années 1930 et se reprend avant la Seconde Guerre mondiale, mais le secteur a diminué sa part d'activité de manière non négligeable après la fin de ce conflit. Puis les années 1970 vont mettre fin à cette épopée mythique, les grandes entreprises étant en crise à la suite du choc pétrolier.
Cependant, l'horlogerie reste bien présente dans la ville. Pendant plusieurs générations, la vie des habitants fut rythmée par cette industrie, notamment en matière d'emplois qualifiés. Et bien qu'aujourd'hui le nombre d'ateliers soit faible et ne représente que 89 établissements et 2 119 emplois salariés dans toute la région, Besançon garde néanmoins des traces indélébiles de ce riche passé. L'usine des horlogeries Dodane, le musée du Temps, l'horloge monumentale de la gare Viotte ou encore l'École d’Horlogerie de Besançon, devenue une institution reconnue à l'échelon national, en témoignent, de même que des entreprises telles que Lip, Yema, Zenith ou encore Maty qui comptent parmi les noms emblématiques de l'horlogerie bisontine. Nombreux sont ceux qui connaissent également l'affaire Lip, qui a mis en lumière la crise des années 1970 de tout un domaine à travers la ville de Besançon. Enfin, de grands noms liés à l'horlogerie résonnent encore dans la cité : Laurent Mégevand, fondateur du secteur dans la ville.

## Histoire

### L'horlogerie à Besançon et sa région avant 1793

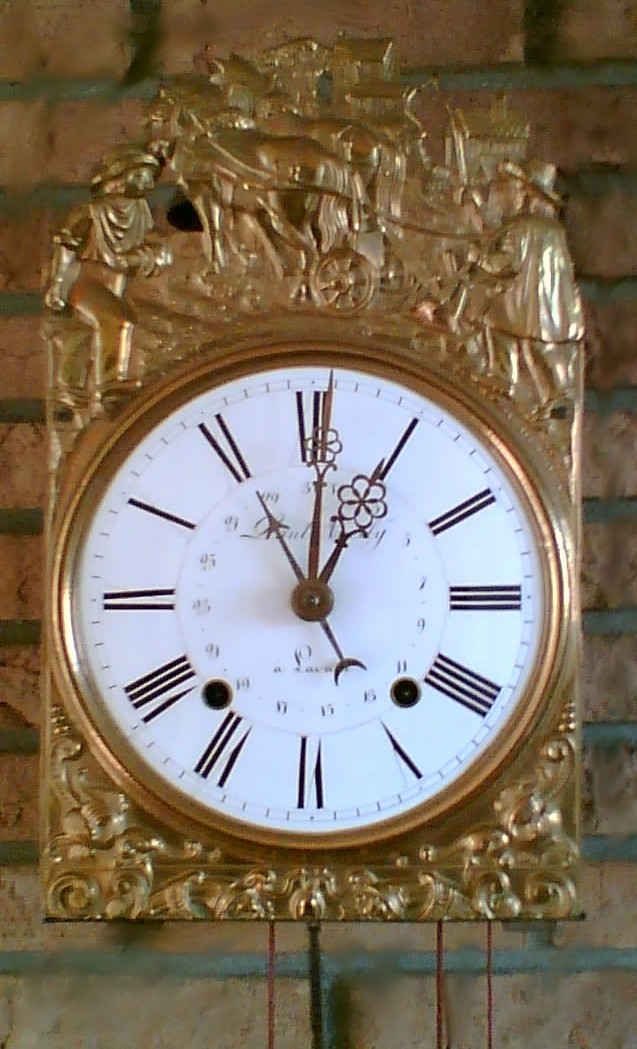
Cadran d'une horloge comtoise.

L'horlogerie existe en région Franche-Comté depuis la fin du XVIIe siècle, notamment grâce à l'horloge comtoise. En effet, cette horloge à pendule fabriquée particulièrement à Morez et à Morbier dans le Haut Jura est considérée comme l'une des industries typiques de la région, avant que la fabrication industrielle ne s'arrête au début du XXe siècle. Pendant plus de trois siècles, cette horloge, simple et robuste, rencontre un grand succès : à son apogée, la production atteint les 150 000 pièces par an dans les années 1850.
Les activités horlogères existaient à Besançon avant l'arrivée de Suisses et la Révolution française, mais était exclusivement le fait de petits ateliers, tel que Paliard, Lareche, Joffroy, Perrot ou encore Perron qui furent considérés comme des maîtres horlogers de leurs temps. Le plus illustre d'entre eux est Perron, qui est notamment l'auteur de pièces réputées comme ces pendules Louis XIV, Louis XV et Louis XVI reconnues pour leur grande qualité. Ces ouvriers exécutaient eux-mêmes toutes les pièces d'horlogerie, avant que la production industrielle soit importée par les Suisses dans la ville...

### La fondation de l'horlogerie industrielle
C'est en 1793 que le Genevois Laurent Mégevand (1754-1814) s'installe à Besançon avec 80 confrères, fondant ainsi le pôle industriel horloger de la ville,,,, apparemment pour fuir le chômage ou à cause de ses activités politiques,. Par la suite, ils feront venir dans la cité 22 familles d'horlogers, soit entre 400 et 700 personnes originaires principalement du Locle et de la principauté de Neuchâtel, mais aussi de Genève, de Porrentruy, de Montbéliard, de la Savoie et même du Palatinat. Ces immigrés étaient largement encouragés par les pouvoirs publics français, notamment par un décret qui, en 1793, fonde la Manufacture Française d'Horlogerie à Besançon et leur offre des locaux spacieux ainsi que des subventions. Ces liens avec le milieu ouvrier suisse s’avéreront, socialement et politiquement, déterminants quant au projet de Commune de Besançon fomenté en 1871.
En 1795, on compte mille horlogers dans la ville, et à la fin de l'Empire environ 1 500 Suisses habitent la capitale comtoise dont 500 travaillant exclusivement dans l'horlogerie et produisant environ 20 000 unités par an, avant que cette communauté ne soit peu à peu remplacée par de la main d'œuvre locale. En 1801, un premier atelier d’apprentissage d’horlogerie est installé dans l’hôpital Saint-Jacques, mais le véritable engouement pour de l'enseignement horloger à Besançon date des années 1850. La production horlogère progresse de 14 700 pièces en l'an III (1794-1795) à 21 400 en l'an XI (1802-1803). Après la fin des faveurs accordées aux immigrés suisses, la plupart d'entre eux regagnèrent leur région natale ou verront leurs entreprises tomber en faillite, comme c'est le cas de Mégevand qui mourut dans la misère en 1814. Cependant, même si les initiateurs du mouvement horloger de la ville font grise mine, le pôle industriel est bien ancré : l'horlogerie franc-comtoise est née.
Un atelier familial apparaît dans les années 1800 : il s'agit de Lip, fondé par le bisontin Emmanuel Lipmann. Un témoignage rapporte l'existence de ce petit atelier dès les années 1800 ; celui-ci deviendra l'un des plus grands fabricants français de montres, : « En 1800, le futur empereur qui n’est encore que premier consul est de passage à Besançon. À cette occasion un artisan horloger lui offre une montre au nom du consistoire israélite dont il est le président. C’est un personnage de roman qui porte calotte de velours et barbe abondante. À l’origine Emmanuel Lipmann était un artisan horloger qui, lorsqu’il n’était pas penché sur ses montres, la loupe à l’œil, parcourait la plaine alsacienne, réparant les pendules ou vendant sa propre fabrication, mi-colporteur, mi-médecin d’horloges. L'hiver, il regagne son village, son atelier, son établi et prépare la saison suivante [...]. Mais notre homme, lui, restera fidèle à sa Franche-Comté natale. Il porte un nom qui, amputé de sa seconde syllabe, est aujourd'hui le plus populaire de l’industrie horlogère. [...] Il est l’ancêtre de tous les Lip qui, d’une petite entreprise de quinze personnes installée en 1867 par Emmanuel Lipmann dans la Grande Rue à Besançon, firent la plus puissante des manufactures françaises. » En 1807, une montre à gousset est offerte à Napoléon Bonaparte par la communauté juive de Besançon. Cet événement marque un tournant dans l'histoire horlogère de la ville, mais aussi pour la communauté juive de Besançon.

### Des premiers développements à la première crise

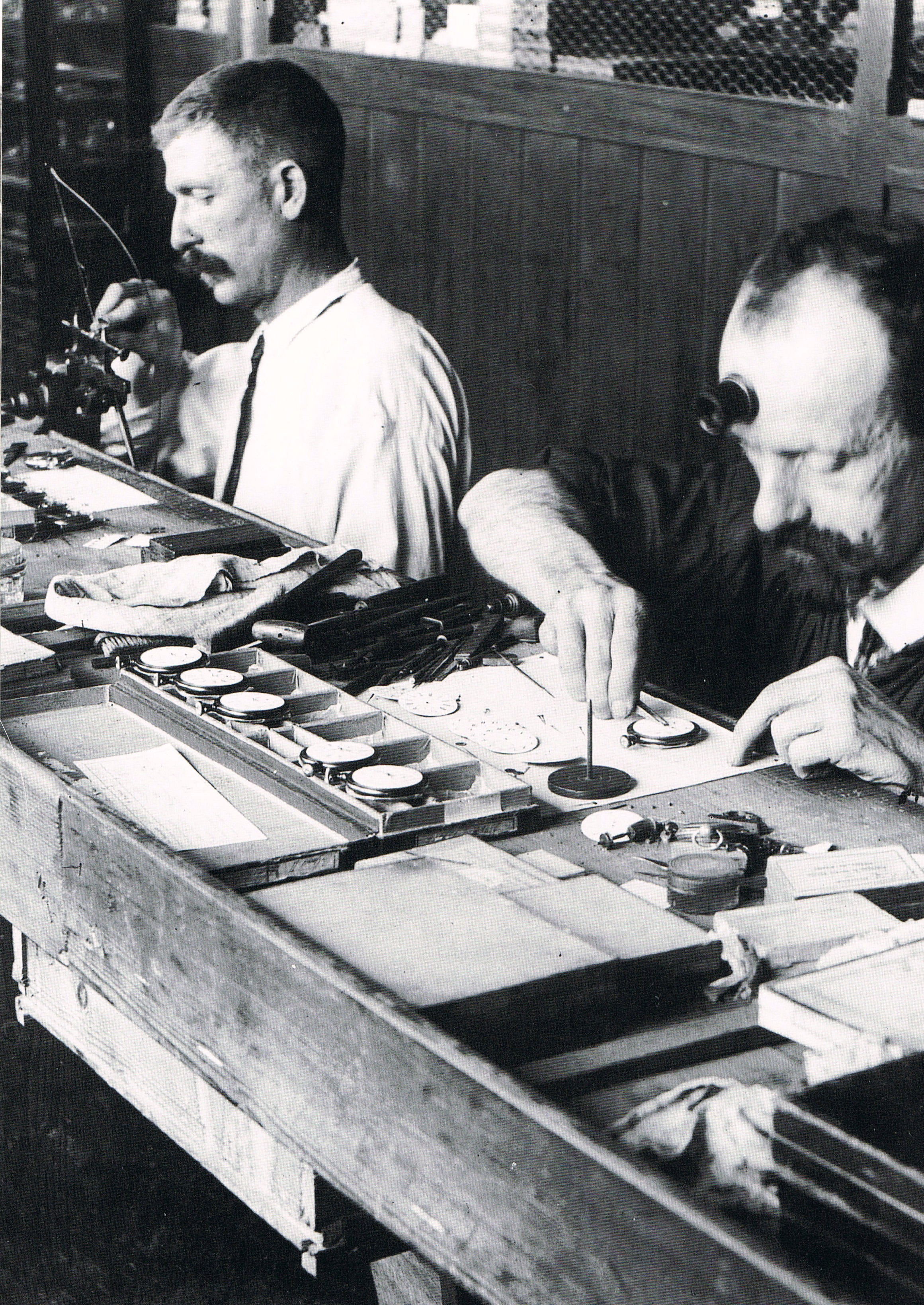
Un ouvrier horloger posant les cadrans et les aiguilles d'une montre dans un atelier de la ville, au début du XX.

Pendant la première moitié du XIXe siècle, la production de montres reste modeste : en 1804 on compte environ 25 000 pièces produites, et pendant la Restauration quelque 50 000, bien qu'un grand nombre s'avèrent être d'origine suisse ; la production réelle est comptée à partir de 1821, avec un total de 30 000 pièces. Après la Révolution de 1830, l'horlogerie connaît un essor dans la région mais reste stationnaire dans la capitale comtoise. Il faudra attendre la Troisième République pour que l'horlogerie y connaisse une forte progression : 5 600 pièces en 1847, 100 000 en 1854,, 200 000 en 1860, 373 138 en 1869, 395 000 montres en 1872,493 933 en 1882, puis 501 602 en 1883. Ainsi, selon la chambre de commerce, Besançon contribuait en 1880 pour 90 % de la production horlogère française et comptait environ 5 000 ouvriers spécialisés dans ce secteur, et pas moins de 10 000 ouvrières y travaillant à temps perdu. Lors de l'exposition internationale universelle qui s'est tenue place Labourey à Besançon en 1860, la ville est reconnue Capitale  de la montre française. En 1862, la première école d'horlogerie ouvre dans la capitale comtoise sous la direction de M. Courvoisier, maître horloger suisse originaire de Fleurier. La ville abrite la première fabrique de montres françaises en 1874, avec une production atteignant les 395 000 pièces cette année-là, représentant une part de 12 % de la production mondiale totale de montres.
Cependant une crise intervient à la fin des années 1880 : des milliers d'emplois disparaissent et de nombreux habitants quittent la ville faute de travail, les autres voyant leur salaire amputé ; la production redescend à 366 197 montres en 1888. Les causes de ce déclin sont multiples et difficiles à préciser : la crise industrielle, la surproduction, la mésentente et le manque d'initiative des horlogers bisontins, l'attitude du gouvernement qui encourage les écoles d'horlogeries de Cluses et de Paris et délaisse celle de Besançon, mais aussi et surtout la concurrence suisse jugée déloyale par la profession. En effet, l'administration française considère la montre comme un bijou du fait de son boîtier qui est le plus souvent en or ou en argent, et le produit français est donc soumis une batterie de tests rigoureux et fortement taxés visant à contrôler la fiabilité de la pièce finie. Chaque fabricant français doit porter ses boîtes au bureau de garantie où un fonctionnaire les contrôle, et s'acquitter d'une taxe élevée et proportionnelle au produit. Cette vérification est faite grâce à un procédé chimique dit "à la coupelle", dont l'exactitude serait excellente. Les produits suisses ne sont quant à eux pas soumis à ces réglementations, et sont de ce fait bien moins chers que les montres françaises. De plus, l'administration française perçoit des droits d'essai et de contrôle sur des boîtes non travaillées, non polies et non gravées, alors qu'à la proche frontière suisse ces droits ne sont perçus que sur les produits finis, donc allégés par les gravures.

### Une mécanisation difficile
Cependant, la domination de l'horlogerie suisse ne tient pas seulement à des différences administratives : les Suisses sont bien plus entreprenants et organisés que les Bisontins, et ont bien compris que l'avenir de l'horlogerie passerait par des évolutions techniques. Lors de l'Exposition de Philadelphie en 1877, les Suisses comprennent que les progrès réalisés par l'horlogerie américaine pourraient les mettre en difficulté, et ils commencent aussitôt à réformer leurs outils pour se mettre au goût du jour et rester compétitifs. Les horlogers français et franc-comtois, même s'ils sont inquiets de ces évolutions, continuent à se fier aux modes de fabrication d'antan, et diffèrent l'emploi de nouvelles méthodes auxquelles ils ne croient pas. Pour preuve, un compte-rendu de la chambre de commerce de 1880 : « Les outils-machines d'une certaine puissance sont peu employés (à Besançon) ; ils n'ont pas été jusqu'ici jugés indispensables aux progrès de l'industrie horlogère. On prévoit le moment où il en sera autrement et où le travail en manufacture deviendra nécessaire, et l'on redoute le moment qui ne permettra plus aux ouvriers le travail en famille. » Le directeur de l'école d'horlogerie de Besançon, M. L. Lossier, plaide la cause de la non mécanisation, comme le prouve une note datant de 1890.

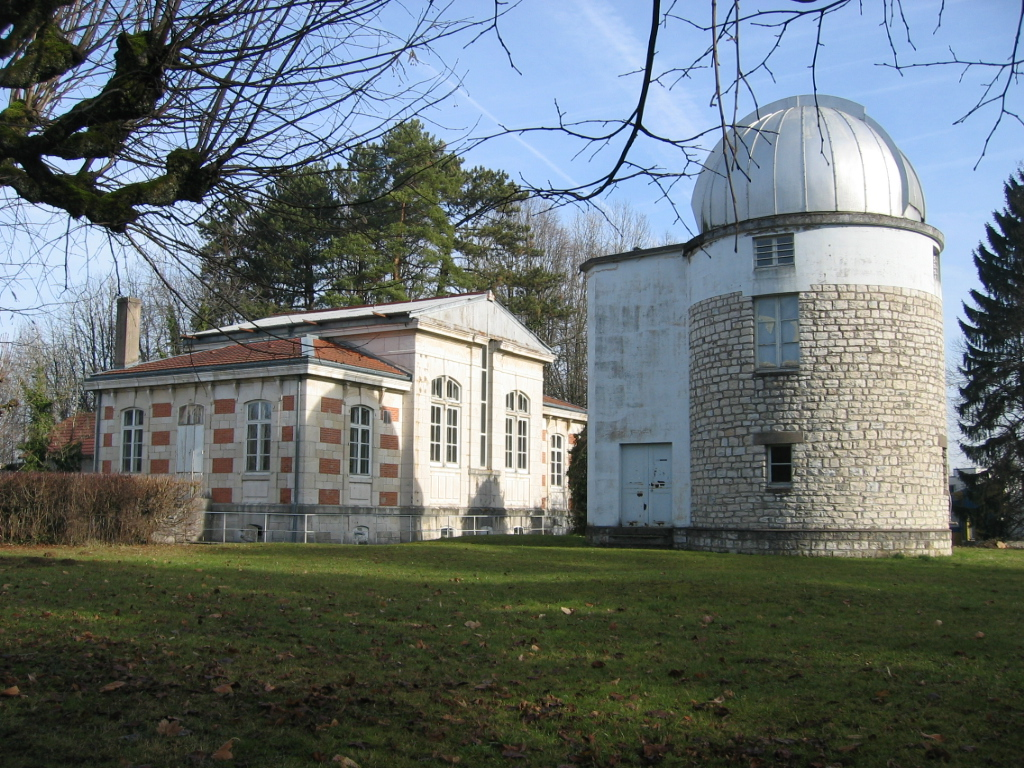
L'observatoire de Besançon.

Un progrès va cependant être réalisé dans les années 1880 : la réalisation d'un observatoire astronomique, météorologique et chronométrique, achevée entre 1883 et 1884. La construction d'un observatoire chronométrique devait aligner la région avec la Suisse, dans leur concurrence acharnée de fabrication de montres. En s'inspirant de ses voisins, les horlogers du département demandèrent la création d’un organisme certificateur indépendant, offrant une large gamme de services au nombre desquels le contrôle des montres et la production locale de l’heure exacte. Un observatoire chronométrique, inspiré de ceux de Genève et de Neuchâtel est alors orchestré par l'architecte Étienne-Bernard Saint-Ginest. L'heure donnée par l'observatoire était affichée à l'Hôtel de ville, afin que les horlogers de la région viennent la prendre le matin
Certes, la ville dispose depuis 1881 d'un atelier de montage de boîtes d'or, né de la fusion de maisons particulières et pourvue d'un outillage complet et moderne à l'instar de la Suisse et de l'Amérique, mais cette fabrique des boîtes ne concerne qu'une partie indépendante du mouvement horloger, et non les montres en elles-mêmes. Le montage des montres utilise encore trop le travail manuel par rapport aux concurrents, et l'usage de machines reste quasi inexistant dans la ville. La profession bisontine s'obstine alors à fabriquer des pièces métalliques dégrossies appelées ébauche, nécessitant une main d'œuvre nombreuse qui réalise par la suite des mouvements véritables, en une série d'une vingtaine d'opérations appelée finissage.
Mais à partir de 1889, la tendance s'inverse à Besançon : la mécanisation fait son apparition petit à petit. Des manufactures de mouvements fabriquant mécaniquement des pièces motrices sont créées, réduisant ainsi de manière radicale le temps de fabrication des montres franc-comtoises et la main d'œuvre. Des ateliers de production d'un nouveau genre apparaissent dans la capitale comtoise, comme l'entreprise MM. Bloch-Geismar et Cie qui possédait des ateliers de monteurs de boîtes dans la ville, et qui a ouvert une véritable petite usine produisant des montres de A à Z, sans recours au travail en famille. La mécanisation n'est plus marginale, et de plus en plus d'ateliers possèdent notamment des machines à sertir, plaçant les rubis en des points très précis, ce que ne peut pas faire un ouvrier artisanalement ; ceci fait gagner un temps considérable, dès lors que l'opération effectuée par la machine ne nécessite plus la retouche des pièces mobiles pour les adapter aux points fixes.

### Une expansion incomparable
Heureusement, la modification des procédés de fabrication à partir de 1889 viendra donner un nouveau souffle à l'industrie bisontine, qui commence à réduire son retard sur son voisin suisse. Puis en 1892, la législation devient neutre pour les deux pays concurrents, puisque les montres suisses importées à partir de 1894 doivent être soumises au moins partiellement aux mêmes contrôles que les produits français,. En 1893, la ville de Besançon organise une exposition nationale, industrielle, technique et rétrospective afin de commémorer l'installation des Suisses et de Mégevand 100 ans auparavant. Une entente se fait alors avec la Russie, à qui on offre à cette occasion de magnifiques modèles d'horlogerie bisontine. En 1901, la revue La France horlogère défend la réputation et la main d'œuvre de Besançon, qui atteint des sommets de popularité dans le domaine de l'horlogerie, à tel point que des entreprises parisiennes s'installent dans la ville, comme la maison Leroy. L'industrie repart complètement au début du XXe siècle, la ville produisant 635 980 articles en 1900, mais n'employant plus que 3 000 ouvriers et ouvrières en 1910 notamment à cause du machinisme. En effet, même si ce nombre peut augmenter sensiblement si l'on tient compte des nombreuses femmes d'ouvriers qui travaillent chez elles "à temps perdu", la simplification de fabrication réduit significativement les coûts et le temps de production, nécessitant dès lors moins de main d'œuvre. Cependant le nombre d'ateliers est en constante hausse, dans les années 1910 et 1920, la ville comptant une centaine d'ateliers de fabrication horlogère à la veille de la guerre, dont Bloch-Geismar, Sarda, Lévy, Piguet, Ulmann, Kummer, mais aussi bien évidemment Lipmann.

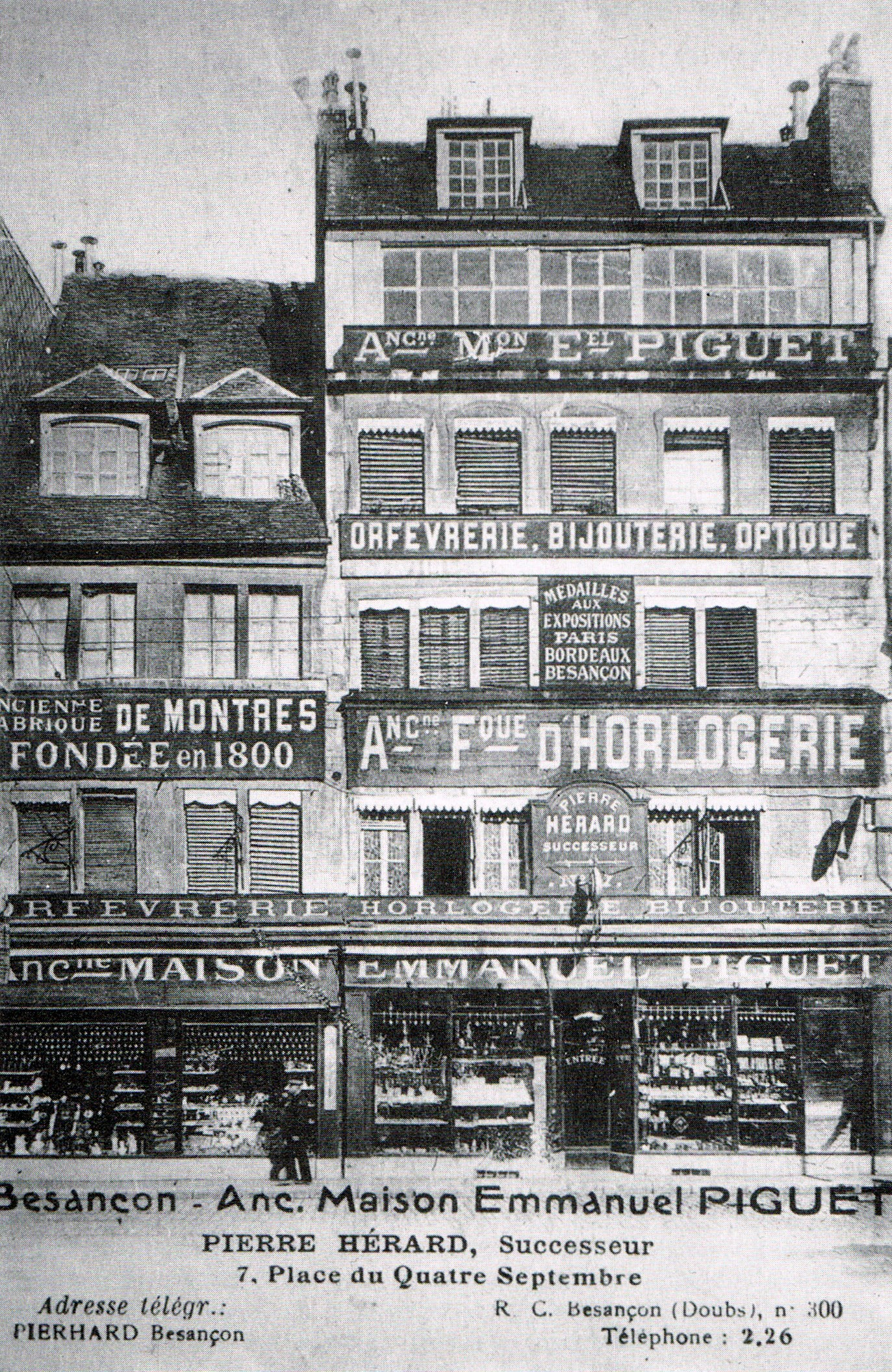
Horlogerie Piguet.
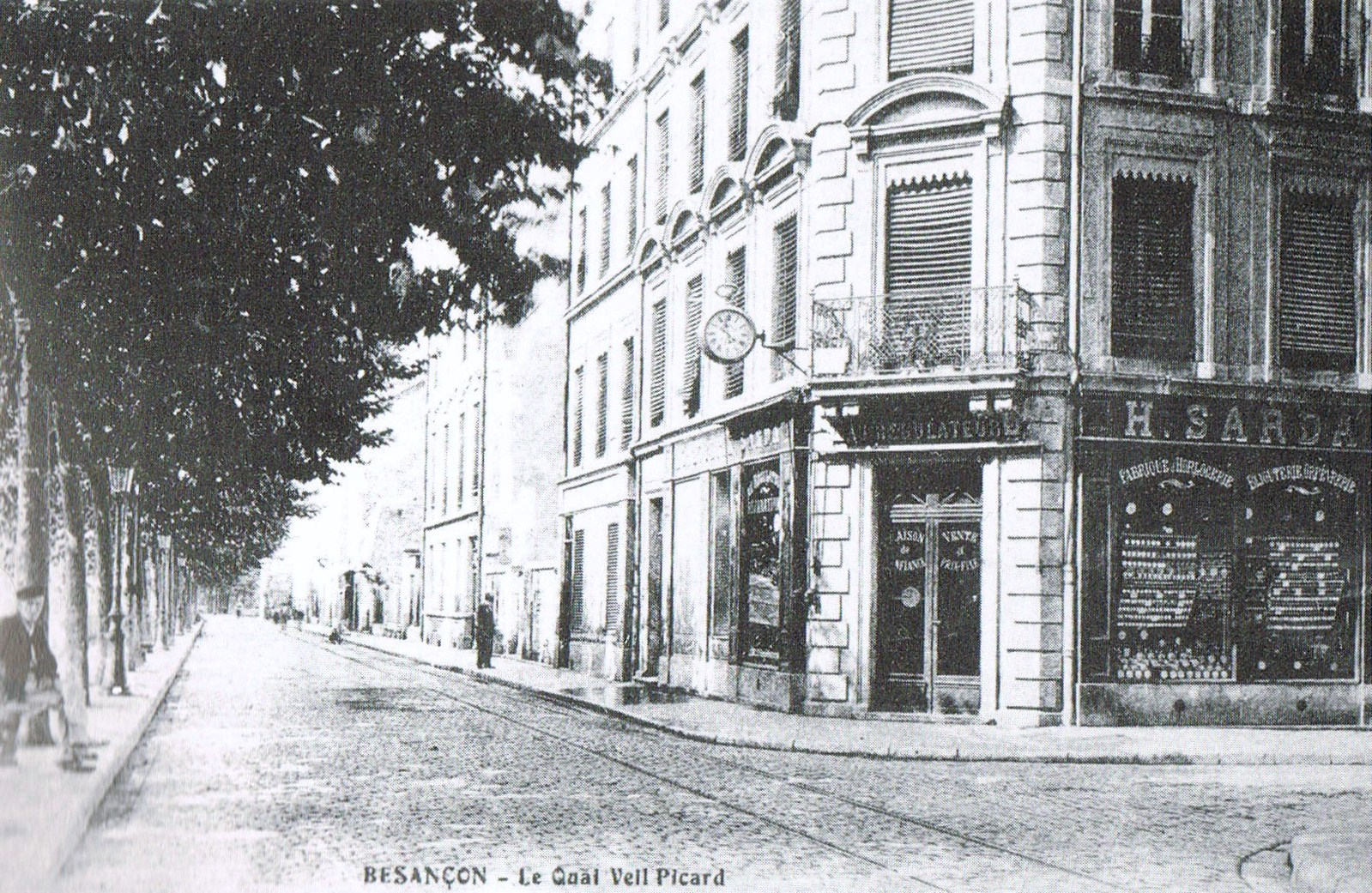
La maison Sarda.
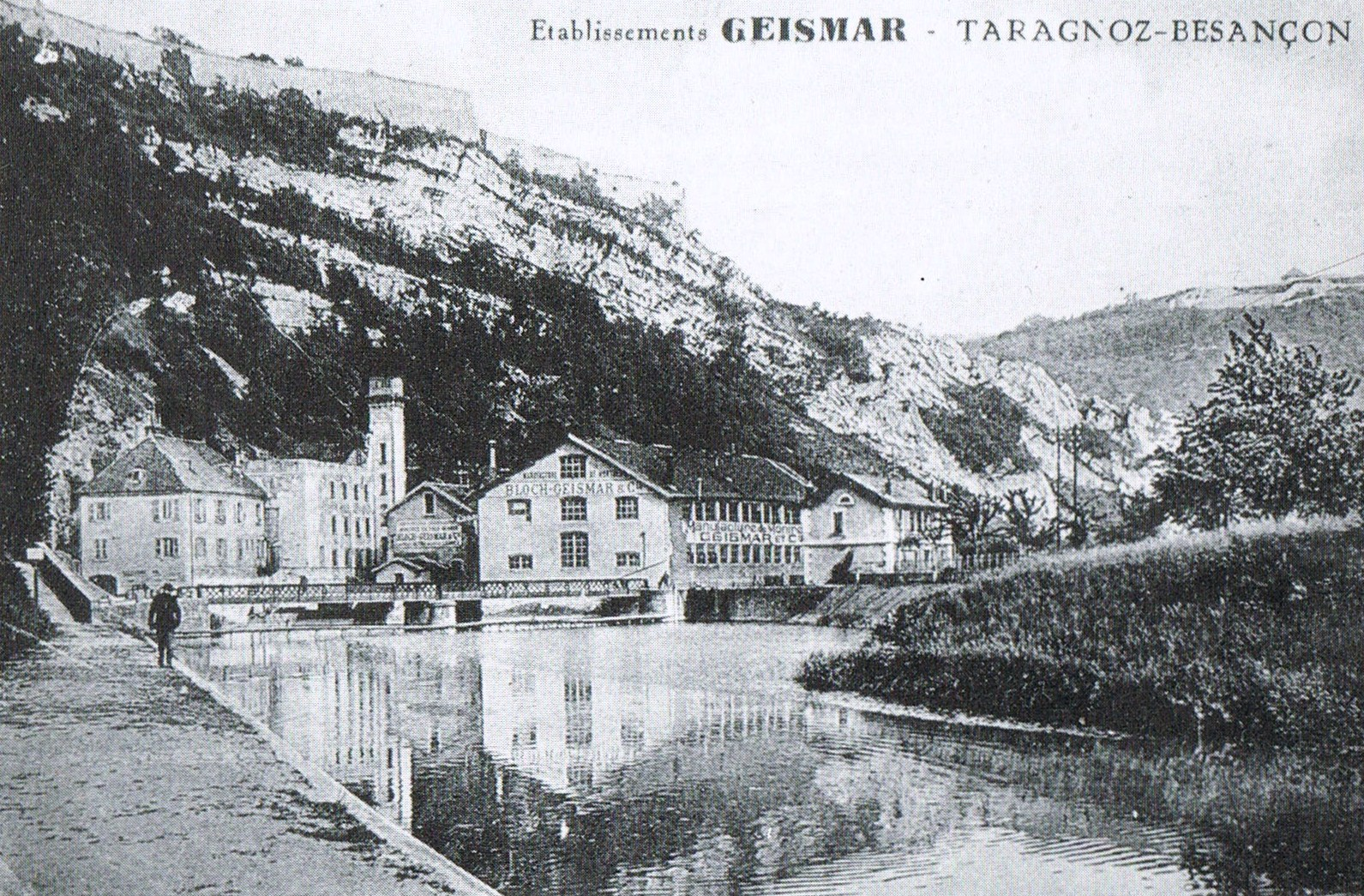
L'établissement Geismar.

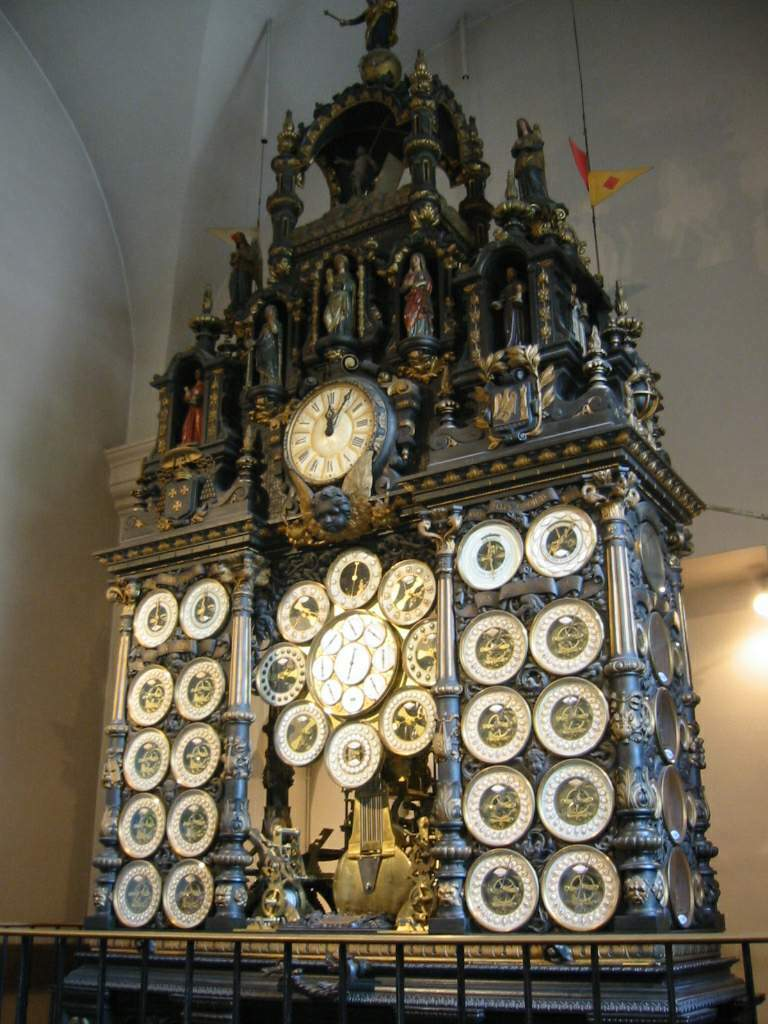
L'horloge astronomique de Besançon.

À la fin du XIXe siècle, une des plus belles pièces d'horlogerie de la ville est achevée : il s'agit de l'horloge astronomique de Besançon. Située dans la cathédrale Saint-Jean, cette horloge astronomique construite par Auguste-Lucien Vérité à la fin du XIXe siècle, est considérée comme un chef-d'œuvre du genre. Elle est composée de 30 000 éléments et présente 122 indications toutes interdépendantes dont : heures, dates, saisons, durée du jour et de la nuit, heures à 20 endroits du monde, nombres d'éclipses lunaires et solaires, signes zodiacaux, date de Pâques (épacte), dates et heures des marées, heure solaire, solstice... Il a fallu deux ans de travail puis trois ans d'améliorations à son édification. Elle fait suite à une horloge astronomique de Bernardin, construite vers 1851-1857, qui, compliquée et défectueuse, a disparu vers 1860. L'horloge a été classée monument historique au titre objet en 1991.
À noter qu'en 1905, une polémique éclate dans la ville à cause de la concurrence jugée déloyale des fonctionnaires (facteurs, instituteurs, douaniers, gardes champêtres...) qui sont sollicités par les fabriques de montres pour vendre des produits horlogers, ce qui désavantageait fortement les commerçants en horlogerie de Besançon. La même année, une centaine d'horlogers bisontins fondent le syndicat des ouvriers horlogers, qui se scinde en 1907 en deux groupes, une partie majoritaire des syndiqués voulant s'affilier à la Fédération internationale des ouvriers du mouvement, et rompirent avec la fédération locale. Le reste des ouvriers qui souhaitaient ne pas faire partie de cette fédération, s'est regroupé en un nouveau syndicat mais qui compte si peu de membres qu'il est incapable d'actions efficaces,. Il existait déjà un syndicat pour les monteurs de boîtes, mais des dissensions entre les monteurs de boîtes en or et les monteurs de boîtes en argent provoquent la dissolution du syndicat. Cependant, apparaît en 1907 l'Union ouvrier de la boîte de montre, rassemblant les monteurs de boîtes ainsi que les fabricants de pendants. Ce syndicat aura beaucoup d'influence pendant les grèves de 1891, 1898 et 1899 contre la machinerie. Enfin le reste de la profession (graveurs, ciseleurs, guillocheurs, émailleurs...) avait lui aussi son propre syndicat, créé en 1909. Parallèlement à ces syndicats ouvriers existaient aussi des associations patronales, dont la fabrique d'horlogerie de Besançon qui connaît un franc succès aussi bien pour les industriels que pour les négociants. D'autres syndicats patronaux existaient, comme le syndicat des patrons monteurs de boîtes en or, celui des patrons monteurs de boîtes en argent, celui des patrons décorateurs ou encore le Comité de défense des fabricants d'horlogerie du Doubs et Territoire de Belfort.

### L'engouement pour l'enseignement horloger

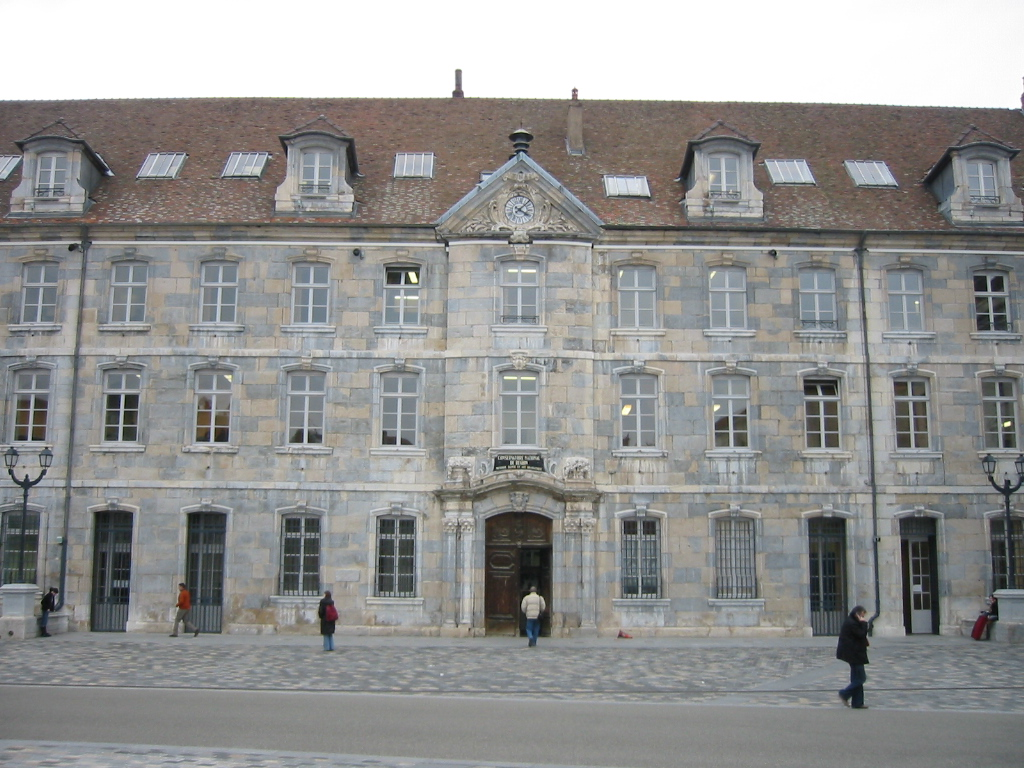
L’ancien grenier à blé, devenue école d'horlogerie puis conservatoire de musique.

La capitale comtoise possède depuis 1801 un petit atelier d’apprentissage de l’horlogerie pour garçons, connu sous le nom de d'Œuvre de Saint-Joseph et situé dans le quartier de Battant. Cependant la profession aimerait voir fondée une véritable école et si cette volonté est réellement affirmée à partir de 1833, c'est en  1844 que l'abbé Faivre, devant le souhait de la communauté mais aussi avec la forte expansion de l'horlogerie dans la ville, fonde une première école dans le couvent des Petites Carmes à Battant. La communauté horlogère de la ville écrit même au ministre afin de lui demander la création d'une école d’horlogerie, mais aucune réponse ne lui parvenant, la municipalité est amenée  en 1862 à fonder l’École Municipale d’horlogerie, dans l’ancien grenier à blé (actuellement conservatoire de musique). Les études commenceront en 1865 avec un programme d'enseignements théoriques accompagnant la formation professionnelle, mis en place avec soin par Georges Sire, docteur es sciences. Cette école va rencontrer un grand succès, obtenir des prix, comme lors de l’exposition universelle de Paris en 1867 où elle obtiendra la médaille de bronze, de nouveau à Paris lors de l'exposition universelle de 1878 où l'école rapporte une médaille, ou encore pendant l'exposition universelle de Paris de 1889 où elle obtient un grand prix. La petite école de Province devient une institution nationale, et reçoit une dotation en 1891 lors de la visite du président Sadi Carnot. L’École municipale d’horlogerie est régie de 1912 à 1944 par un personnage marquant : Louis Trincano, ancien élève diplômé de l’école devenu fabricant d’horlogerie dans la ville et secrétaire du syndicat de la fabrique, qui obtiendra la nationalisation définitive de fait de l’établissement en 1921.

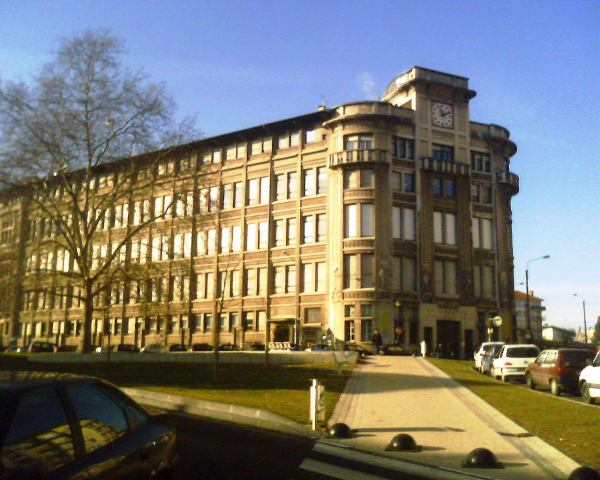
Le lycée Jules Haag.

En 1923, est lancé le projet de construction d'un nouvel établissement, soutenu notamment par Monsieur Labbé, directeur général de l’Enseignement technique, qui est en visite à Besançon l'année suivante. On choisit le site de l’Avenue Villarceau dans le quartier de la Grette-Butte, et les travaux sont confiés à l’architecte Guadet, qui construit ainsi le futur lycée Jules Haag. Les locaux accueillent en 1931 l’école, et également l’Institut de Chronométrie qui relève de l’université sous la direction de Monsieur Jules Haag ainsi qu'une section de bijouterie créée en 1928. L’École Nationale d’Horlogerie de Besançon est officiellement inaugurée le 2 juillet 1933, par le Président Albert Lebrun. Puis en 1939, l'école accueille le « bureau des études horlogères », sous le patronage de l’enseignement technique et avec l’appui des ministères du commerce et de l’industrie, du conseil général, de la ville et des syndicats, avant de devenir le « comité d’organisation de l’industrie de la montre » après la débâcle de 1940, sous l'égide d'André Donat, un ingénieur de haut niveau transfuge de Lip et de Trincano. L'établissement s'agrandit à la fin des années 1930, mais avec la guerre, l'enseignement est arrêté et l'école ne retrouve son fonctionnement normal qu’en décembre 1944. L'extension du bâtiment continue dans les années 1950 et 1960, et en 1962 l'École Nationale d’Horlogerie fête son centenaire avec le général De Gaulle et Jean Minjoz, qui dira : « C’est en grande partie à l’École d’Horlogerie que Besançon doit son développement industriel aujourd’hui » ; un timbre commémoratif est émis. Peu à peu, le lycée devient polyvalent et passe de l’horlogerie aux microtechniques, mais aussi à l’électricité et l’électronique.

### La crise des années 1930
La Grande Dépression toucha la ville dès la fin de l'année 1930, et eut des répercussions significatives jusqu'en 1936. Du fait que la ville et la région dépendaient largement de la Suisse pour les pièces de bases, et que ce pays fut l'un des premiers durement touché, les répercussions ne tardèrent pas dans la capitale comtoise. La crise sévit particulièrement à Besançon, du fait que la majorité des entreprises de la ville fabriquent de la petite horlogerie, qui enregistre un recul de 46 % alors que la grosse horlogerie baisse de 18 %. À la fin de l'année 1931, de nombreuses entreprises bisontines sont touchées : la Société générale des monteurs de boîtes or, l'entreprise Zenith, Lip et la maison Laudet doivent réduire leurs personnels, de même que les entreprises de fourniture d'horlogerie, telles que les maisons Brunchwing et Nicolet (cadrans) et Manzoni (verres de montre). À terme, le chômage partiel ou total explose, les exportations et les importations diminuent considérablement, nombre d'entreprises du secteur sont menacées et une trentaine ferme définitivement entre 1931 et 1936. Il faudra attendre décembre 1935 pour que le secteur se redresse un peu, et en 1936 pour que la situation redevienne quasiment normale.

### D'une reprise timide à la fin de l'épopée

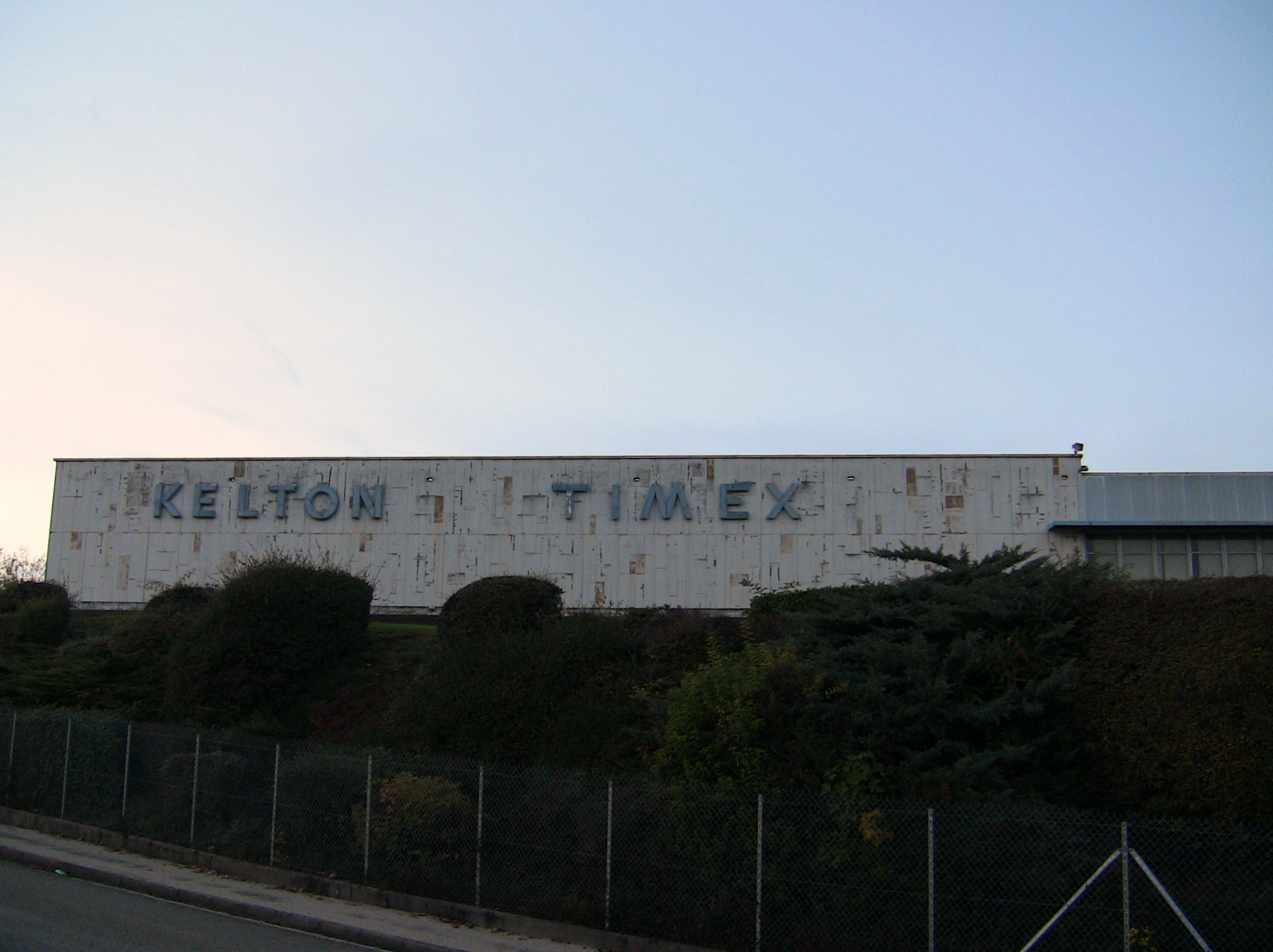
L'ancienne usine Kelton-Timex.

Après la Seconde Guerre mondiale, l'industrie horlogère reste dominante mais est en recul, passant de 50 % des emplois industriels en 1954 à 35 % en 1962 et cédant le pas progressivement face à d'autres secteurs en plein essor tels que le textile, le bâtiment ou l'industrie alimentaire. En 1962, trois entreprises dépassent les mille employés : les firmes horlogères Lip et Kelton-Timex, et l'usine textile de la Rhodiacéta. C'est dans la capitale comtoise que la toute première montre à quartz voit le jour.
La crise pétrolière de 1973 correspond pour Besançon au début d'une crise économique dévastant son industrie et venant brusquement mettre fin à son essor fulgurant. Aussi, le développement des centres horlogers de l'Extrême-Orient et la concurrence acharnée de la Suisse mettent Besançon encore plus en difficulté. Cette crise est d'abord symbolisée par la célèbre affaire Lip, qui marquera durablement l'histoire de la ville. L'entreprise est en effet menacée d'un plan de licenciements au printemps 1973 et donne alors naissance à une lutte sociale d'un genre nouveau fondée sur l'autogestion et provoquant un élan de solidarité national qui culmine le 29 septembre avec la « marche Lip » qui voit défiler entre 80 000 et 100 000 personnes,,,, venues de toute la France et d'Europe dans une ville morte, ; le cortège allait de l'hôpital Jean-Minjoz de Planoise jusqu'à la chambre de commerce, le long de la rue de Dole. Après avoir entrevu un semblant de reprise de l'activité, le dépôt de bilan est inéluctable et Lip disparaît en 1977.
En 1982, un nouveau coup dur frappe la ville avec la fermeture de l'usine Rhodia qui laisse sur le carreau près de 2 000 salariés, suivie par les difficultés de l'entreprise horlogère Kelton-Timex peu après. En près de vingt ans, la ville perd donc près de 10 000 emplois industriels et ne semble pouvoir s'en relever que difficilement. Grâce notamment aux lois de décentralisation de 1982, la ville passe d'une vocation industrielle à celle d'un centre tertiaire. En 1985, encore 80 % des montres étaient produites dans le département du Doubs.

### La reconversion

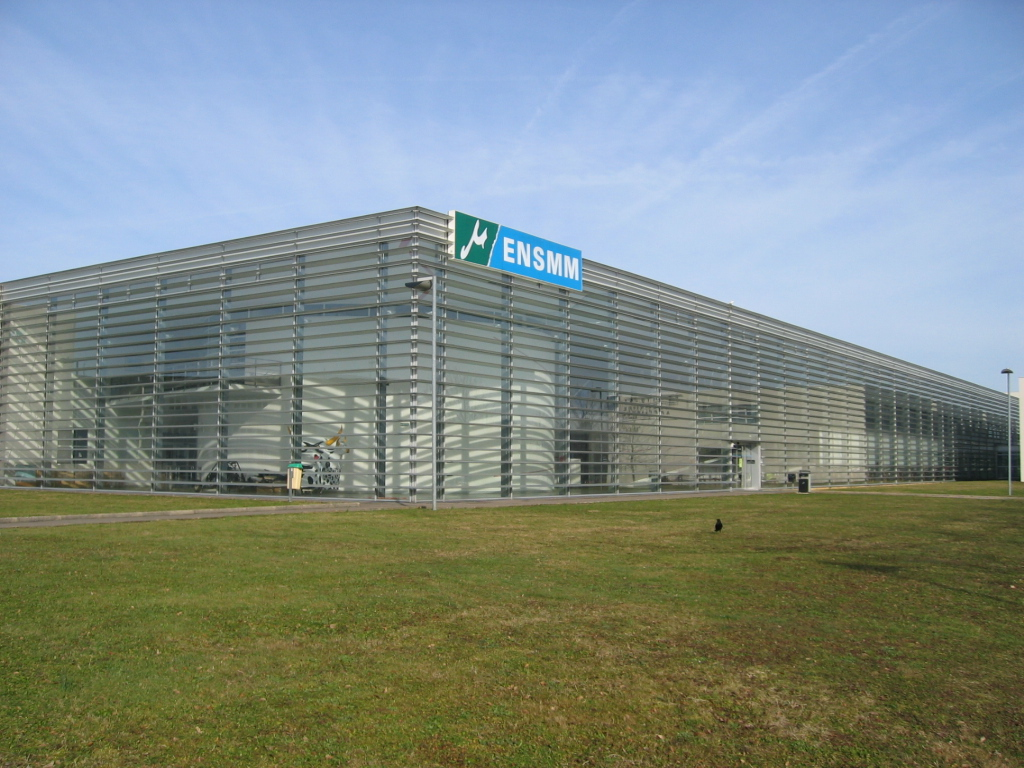
L'École nationale supérieure de mécanique et des microtechniques.

La ville prépare sa reconversion depuis les années 1970, après la chute de l'activité horlogère. Le savoir-faire horloger, vieux de plus de deux siècles, est mis en valeur par la reconversion dans les microtechniques, la mécanique de précision et les nanotechnologies au niveau européen, et dans le domaine spécifique du temps-fréquence à l'échelle mondiale. Un secteur de la ville regroupe l'essentiel des nouvelles activités de microtechnologies : il s'agit du technopole microtechnique et scientifique, communément appelé Témis ; établi sur un site de 75 hectares construit à partir des années 2000, le secteur regroupe 150 entreprises embauchant plus de 1 000 personnes, et accueille notamment le bâtiment Témis innovation, regroupant 6 500 m2 entièrement consacrés aux microtechniques, ainsi que l'École nationale supérieure de mécanique et des microtechniques formant environ 900 élèves par an. Depuis, Besançon est le premier centre français du découpage et de micromécanique. Aussi, le salon Micronora qui a lieu tous les deux ans à Micropolis participe à l'influence bisontine sur les microtechniques. D'autres atouts comme la qualité de vie et le patrimoine, ou encore la situation sur l'axe Rhin-Rhône, structurant à l'échelle européenne, permettent à Besançon, au début du XXIe siècle, de prendre un nouveau départ.
Il subsiste cependant quelques entreprises horlogères dans la ville et la région, étant le plus souvent des sous-traitantes de grandes marques suisses ou parisiennes, et tournées depuis le début des années 1990 dans les produits haut de gamme, les pays asiatiques ayant pris le relais sur les produits bas de gamme. Constituant les deux tiers de l'effectif national de l'horlogerie, on les trouve principalement dans le Haut-Doubs, à la frontière de la Suisse ou dans les environs ainsi que quelques-unes dans la capitale comtoise. Ainsi, un grand nombre d'entreprises franc-comtoises réalisant la plupart des composants horlogers (boîtiers, cadrans, mouvements, verres, aiguilles, couronnes et bracelets) le font pour des marques suisses bénéficiant d'une image de qualité reconnue mondialement. Or il se trouve que ces entreprises frontalières attirent beaucoup d'horlogers franc-comtois qualifiés notamment à cause des salaires plus intéressants ; ce petit exode a de grandes répercussions sur la tradition horlogère locale, qui tend de plus en plus à disparaître et déjà fortement fragilisée depuis plusieurs décennies avec la crise que connait le secteur. Afin de rester compétitif, le secteur horloger de Franche-Comté tente d'être leader dans l'innovation, la créativité, la réactivité et la mercatique. La présence du centre technique de l'industrie horlogère (CETEHOR) à Besançon est un précieux atout pour être à l'écoute de toutes les innovations techniques du domaine de l'horlogerie. Les entreprises du domaine recherchent continuellement des voies de diversification dans des secteurs où leur savoir-faire est reconnu et apprécié, notamment dans les branches du luxe et des microtechniques.
Aujourd'hui, l'horlogerie franc-comtoise représente 89 établissements, 2 119 emplois salariés, 2 % des effectifs industriels de la région, 60 % des effectifs nationaux du secteur (bien qu'on note une baisse de 29 % des emplois salariés de 2000 à 2005, avec 900 emplois en moins entre ces deux dates), et 85 % des entreprises comptent moins de 50 salariés. À Besançon, les principales entreprises d'horlogerie et affiliées sont Maty (600 employés dont 450 à Besançon), Cheval frères SAS (300 salariés), SMB horlogerie (140 employés), Fralsen (une centaine d'employés), Breitling Besancon (au moins une soixantaine de salariés) Festina France (46 employés, 700 000 montres produites par an), Sibra (production de bracelets de montre en cuir, 40 employés) et Universo France (au moins une quarantaine de salariés).

## Les illustres entreprises horlogères
L'expansion de l'activité horlogère à Besançon a fait fortement croître le nombre d'entreprises liées à cette industrie dans la ville. On peut citer des entreprises connues mondialement, tel que les marques Lip, Yema, Zenith ou encore Maty, mais aussi de plus petites usines composées d'ateliers employant quelques dizaines d'ouvriers au maximum. Toutes ces usines ont, pendant des décennies, participé de manière essentielle à l'économie de la ville, proposant un large choix d'emplois à la population locale. La liste non exhaustive suivante répertorie les plus grands noms horlogers de la ville.

### Les grandes entreprises

#### Lip

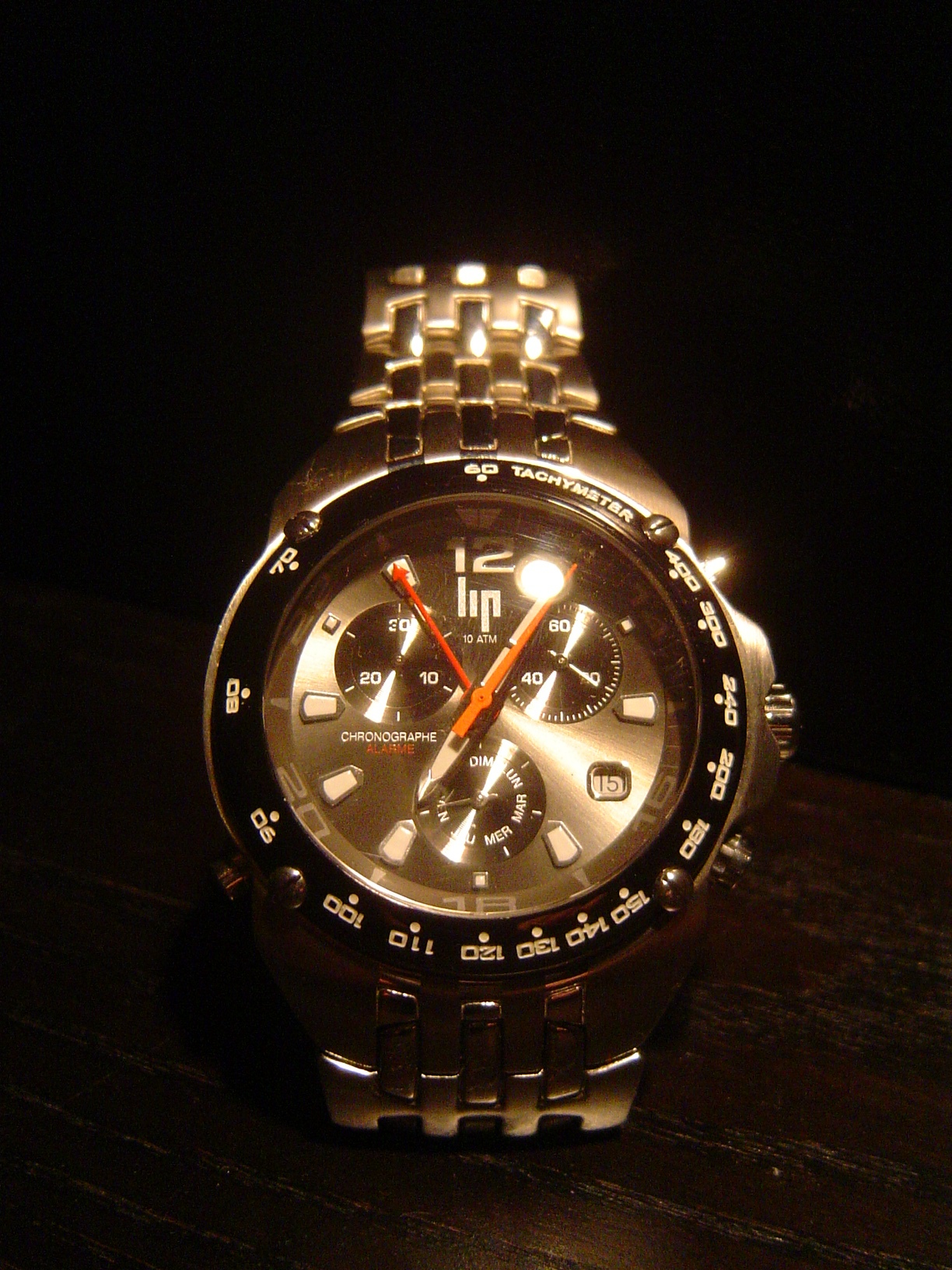
Une montre Lip.

L'entreprise Lip est depuis longtemps, associée à l'industrie horlogère de la ville. Un petit atelier fondé par Emmanuel Lipmann existait dès les années 1800, comme le prouve l'offre d'une montre chronomètre à Napoléon Ier en 1807. Mais il faudra attendre 1867 pour que le petit-fils d'Emmanuel, Ernest Lipmann, ouvre un véritable atelier de production de montres dans la cité. La marque apparaît officiellement sous le nom Lip en 1896, et petit à petit l'entreprise familiale devient une véritable entreprise industrielle. C'est en 1931 que sera constituée la société Lip SA, qui embauche à l'époque 350 salariés ; puis en 1960, la nouvelle usine Lip ouvre ses portes dans le quartier de Palente et emploie plus de 1 000 personnes. En 1967, le trust suisse Ébauches SA rachète 33 % du capital de Lip, puis en 1970 43 %, la part maximale autorisée à l'époque ; s'organisent dès 1968 les premières mobilisations des ouvriers. En 1969, un premier plan de démantèlement échoue grâce à la mobilisation des employés et des syndicats, et la résistance commence à prendre de l'ampleur. Après plusieurs plans sociaux insatisfaisants et un dépôt de bilan, le 12 juin 1973 les ouvriers occupent l'usine et vendent eux-mêmes les montres produites avant que les forces de l'ordre ne les délogent le 14 août 1973. Par la suite l'entreprise se relèvera difficilement, mais la marque existe toujours au début du XXIe siècle.

#### Yema

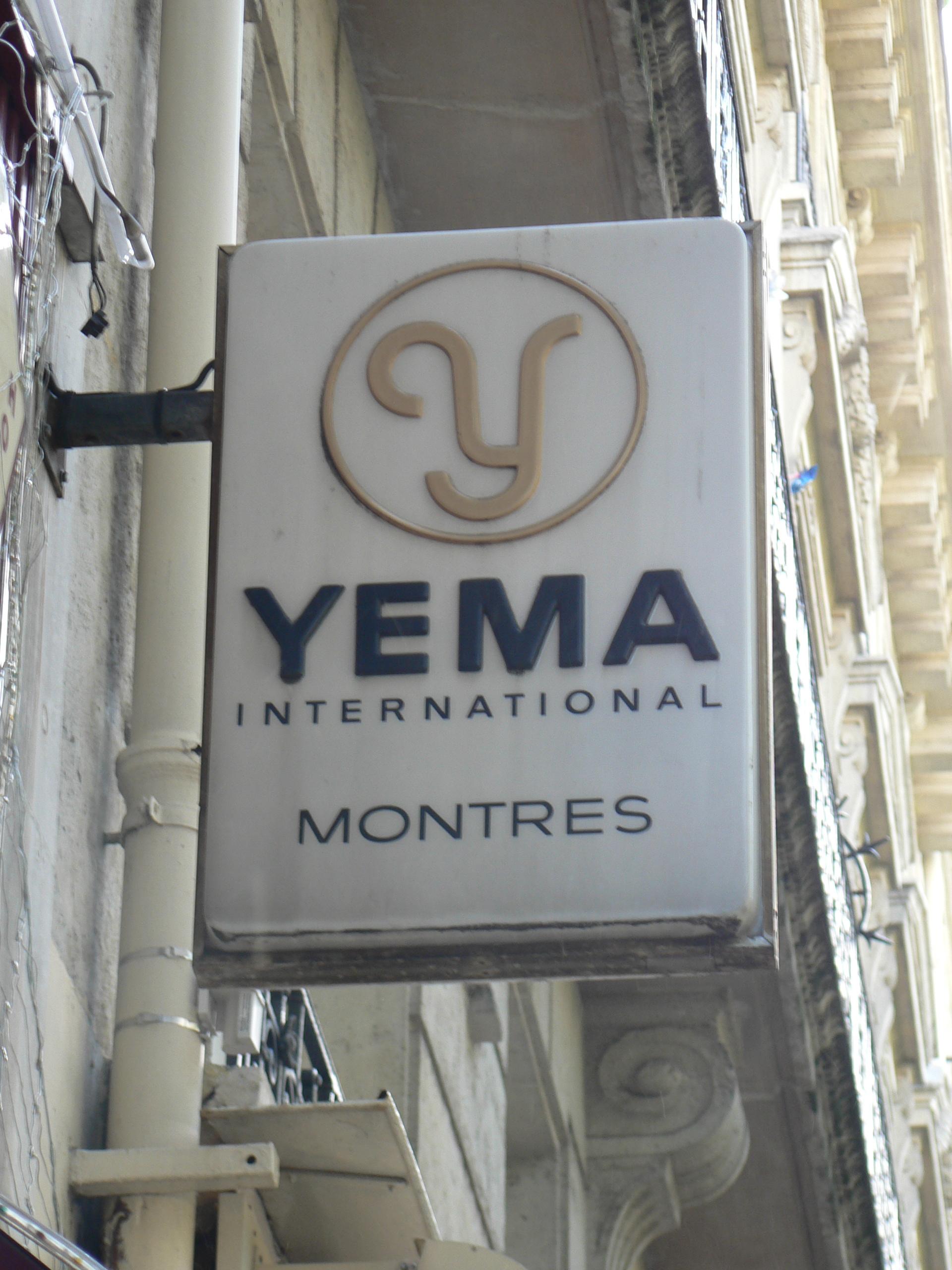
Enseigne d'une boutique Yema.

La ville compte une autre illustre entreprise : la marque Yema, fondée dans la ville par Louis Belmont en 1948. En 1952, l'atelier a sorti les premières séries de chronographes automatiques de fabrication entièrement française, et fut dans les années 1960, la marque française la plus exportée. En 1961, l'entreprise produit annuellement plus de 300 000 exemplaires de montres, puis dépasse le cap des 400 000 en 1966 avant d'atteindre en 1969 le nombre de 500 000 montres vendues dans plus de cinquante pays. L'apogée est atteinte au milieu et en fin des années 1970, avec un total de 850 000 exemplaires produits en 1976, plus d'un million en 1977 exportés dans plus de soixante pays et 1 300 000 en 1978. Par la suite, la production baissera et n'atteindra que 220 000 montres en 1990, puis 100 000 en 2000 avant de faire moitié moins en 2005.

#### Maty

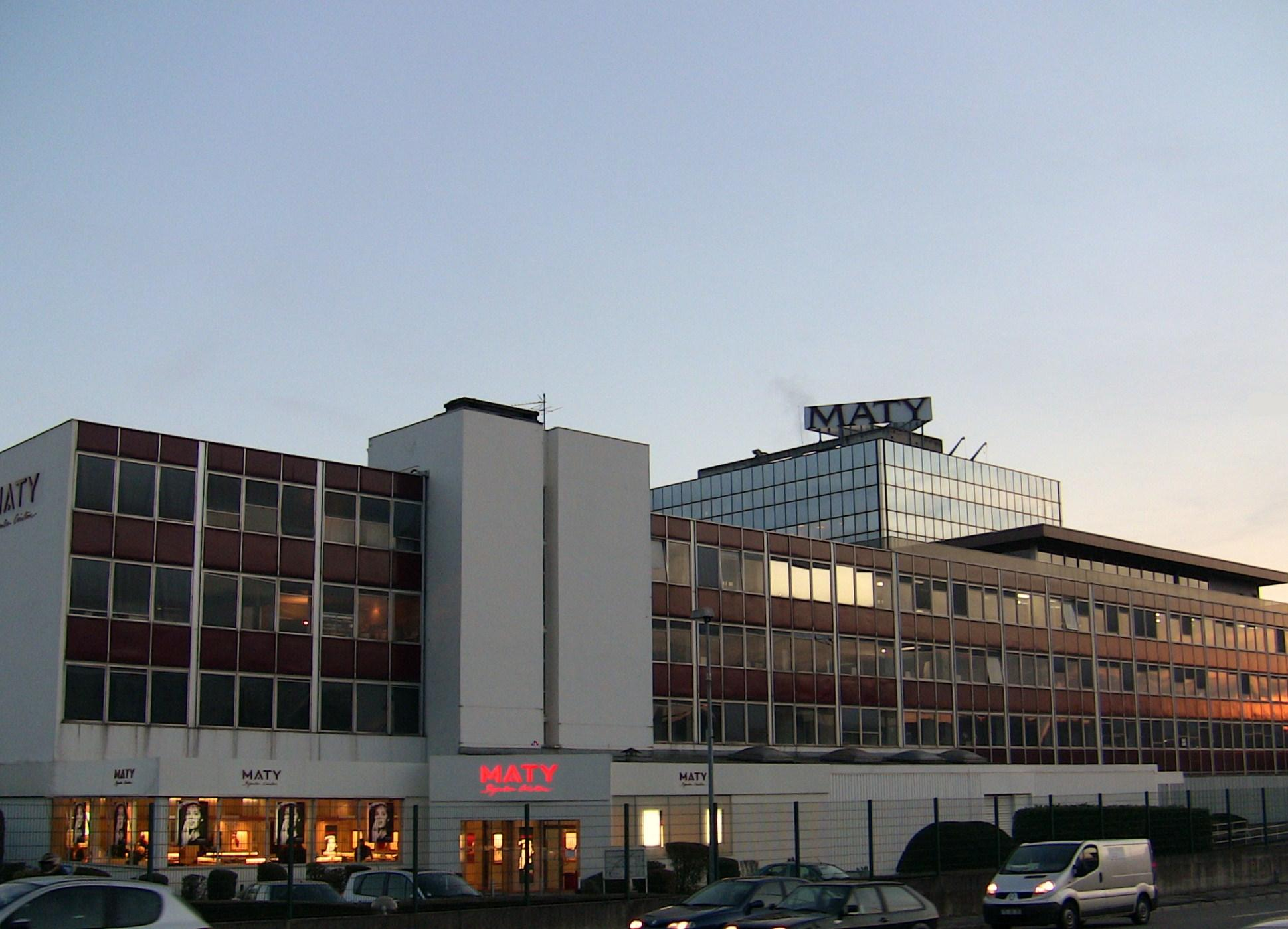
Le siège de l'entreprise Maty.

L'entreprise Maty est elle aussi une illustre marque de joaillerie qui fut créée en 1952 par Gérard Mantion, à Besançon. Le créateur de l'entreprise, alors âgé de 24 ans, a une idée originale pour l'époque : vendre des montres par correspondance. Depuis un petit local de la rue Jeanneney de la capitale comtoise, il lance avec son épouse un premier catalogue présentant douze modèles de montre pour hommes et femmes : la société Maty était née. Le siège social se situe boulevard Kennedy dans le quartier de Montrapon-Fontaine-Écu, mais l'enseigne est aussi implantée dans la ville de Belfort ; la société emploie actuellement environ 800 salariés.

#### Kelton-Timex (Fralsen)
L'ancienne usine Kelton-Timex devenue Fralsen, était aussi l'une des plus grandes entreprises de la ville. Elle employait dans les années 1970 jusqu'à 3 000 salariés dans son usine du boulevard Kennedy,, dans le quartier de Montrapon-Fontaine-Écu en face de Maty. Mais la crise du quartz viendra mettre en danger l'entreprise, qui connut de nombreuses difficultés et dut licencier une bonne partie de ses salariés : en 1985, il ne reste que 1 400 salariés. Par la suite les effectifs diminueront encore, pour atteindre environ 200 personnes vers 2005, avant que la  délocalisation d'une partie de la production vers la Chine induise la suppression d'environ 150 postes, portant le nombre de salariés actuellement à une petite centaine,. Cependant l'entreprise semble être sortie de la crise, celle-ci prévoyant même d'embaucher quelques personnes.

### Les petites et moyennes entreprises

#### Dodane

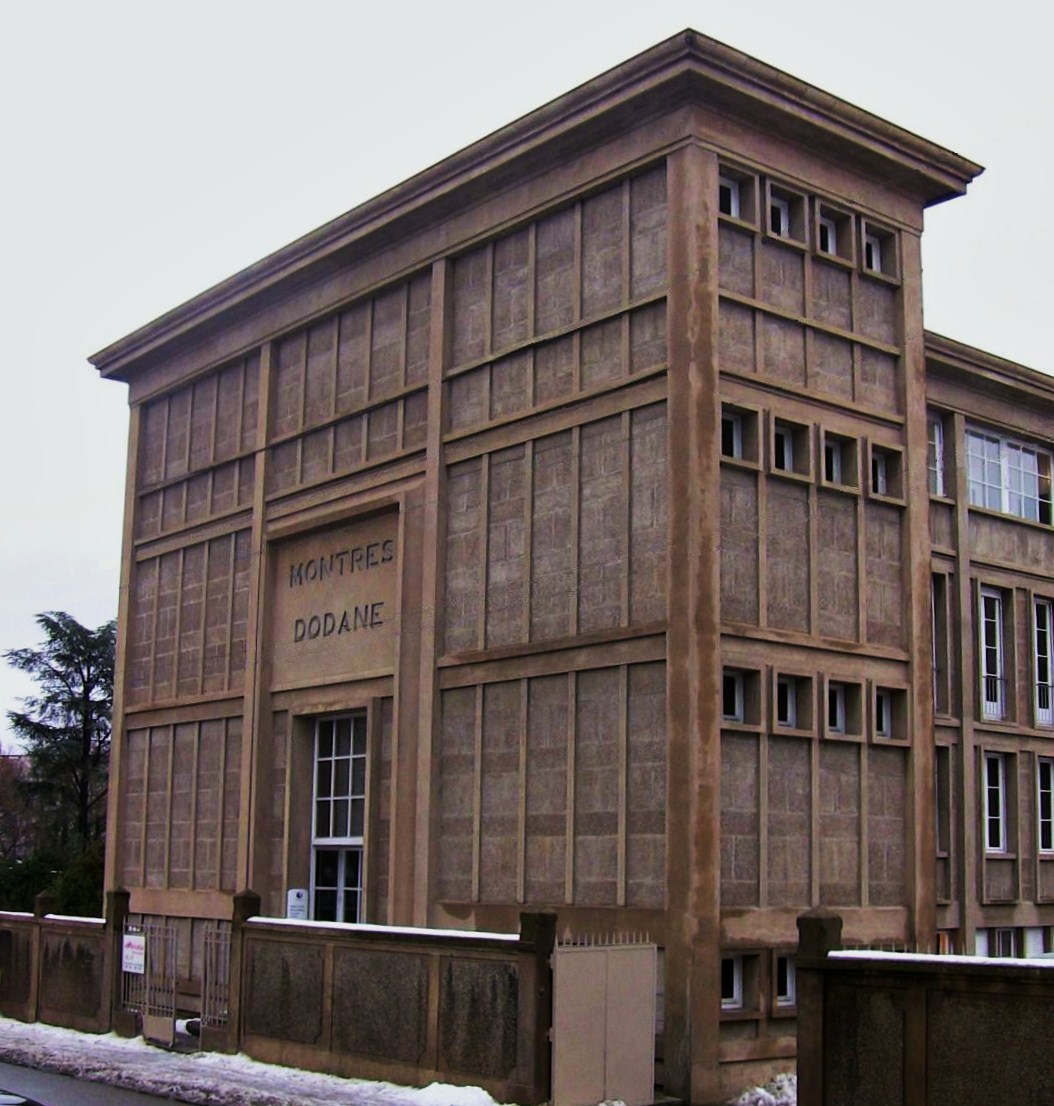
L'usine des horlogeries Dodane.

L'entreprise Dodane fut fondée en 1857 par Alphonse Dodane et son beau-père François-Xavier Joubert, tout près de la frontière suisse, dans une bourgade du nom de La Rasse. Par la suite l'atelier familial déménage à Morteau, et à la veille de la Première Guerre mondiale l'entreprise se spécialise dans les produits horlogers de guerre. En 1929, l'usine déménage à Besançon ; la marque connaît alors un essor et produit jusqu'à 100 000 montres en 1983. Aujourd'hui encore, l'entreprise poursuit son activité. L'usine Dodane de Besançon fut construite par Auguste Perret de 1939 à 1943 et classée monument historique le 20 juin 1986. Ce bâtiment est aujourd'hui considéré comme un chef-d'œuvre architectural de son genre. L'édifice est en béton armé avec des poutres d'acier, et comprend également un jardin privé à la française avec piscine et court de tennis, et fut désaffecté en 1994. Située dans le quartier de Montrapon-Fontaine-Écu, l'usine Dodane est, de par sa grande homogénéité architecturale, un témoignage pertinent de l’activité horlogère bisontine.

#### Zenith

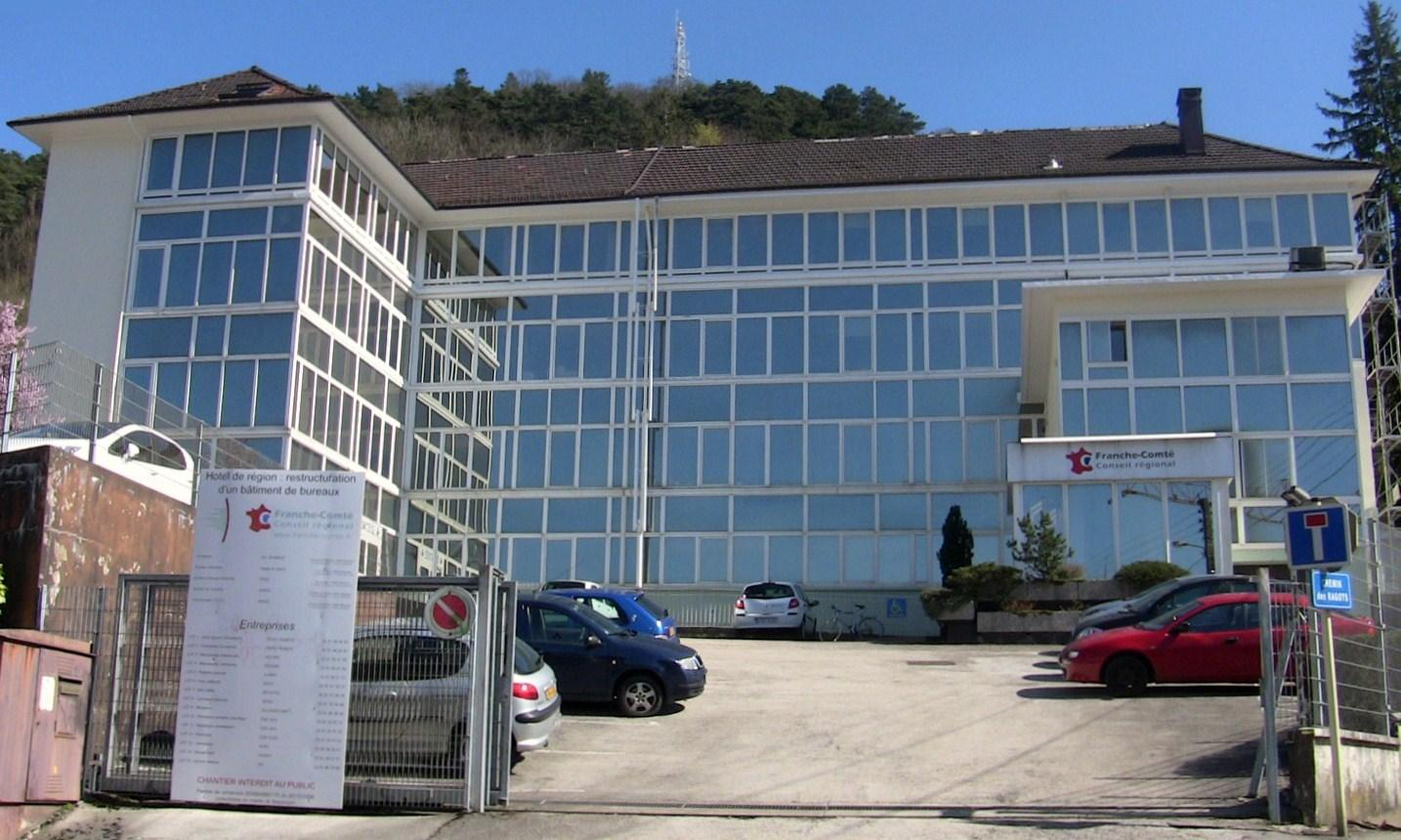
L'ancienne usine Zénith, puis France-Ébauche.

L'entreprise Zenith de Bregille était une filiale du groupe Zenith originaire du Locle, en Suisse,. Elle fut implantée dans la capitale comtoise pour fabriquer des pièces de montre et employait jusqu'à 150 personnes dont une bonne partie habitait le quartier. Pourtant en 1970, l'entreprise Zenith quitte Besançon et retourne en Suisse, avant que les locaux qu'elle occupait ne soient repris par France-Ébauche en tant que direction générale. L'entreprise comptait alors 400 salariés dont 50 à Bregille, et se spécialisait dans la conception et la réalisation de montres, comme son prédécesseur. Mais elle quittera, elle aussi, Bregille, avant qu'en 1994 le bâtiment ne devienne un palais de justice provisoire en raison des travaux réalisés dans l'ancien tribunal, puis une annexe du conseil régional.

#### Tribaudeau

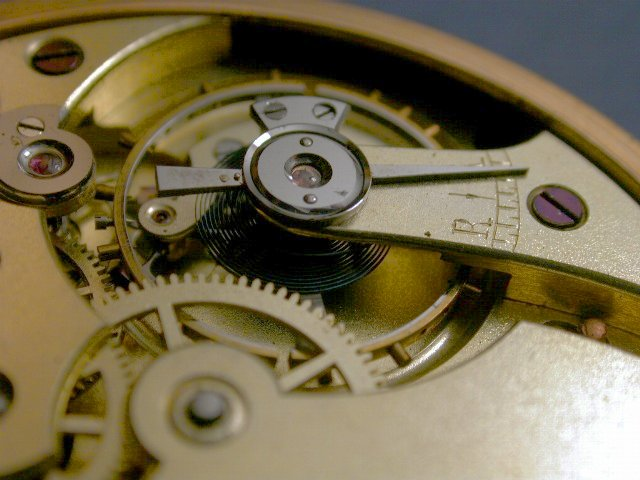
Intérieur d'une montre Tribaudeau.

Tribaudeau était une petite entreprise horlogère traditionnelle fondée en 1876 portant le nom de son fondateur, G. Tribaudeau, et située à côté de la gare du funiculaire. Avec sa marque Trib, l'entreprise vendait ses produits par la vente par correspondance. On comptait une cinquantaine de salariés dans cette usine avant sa fermeture dans les années 1960. Cependant grâce à un repreneur, l'entreprise réussit à prendre un nouveau départ dans les années 1980 notamment grâce aux montres publicitaires, employant en 1985 54 ouvriers. Aujourd'hui, Trib est la première marque française de montre publicitaire, et parvient à vendre ses produits à travers toute l'Europe.

#### René Blind
L'entreprise René Blind, quant à elle, fut créée et exploitée de 1955 à 1965 rue du Funiculaire à Bregille. Cette petite usine ayant employé jusqu'à 45 personnes était spécialisée dans la confection de montres pour dames commercialisées par des réseaux grossistes. Cette entreprise a été plusieurs fois lauréate du CETEHOR (Centre Technique de l'Industrie Horlogère), avant de disparaître avec la concurrence des pays émergents.

#### Action Horlogerie

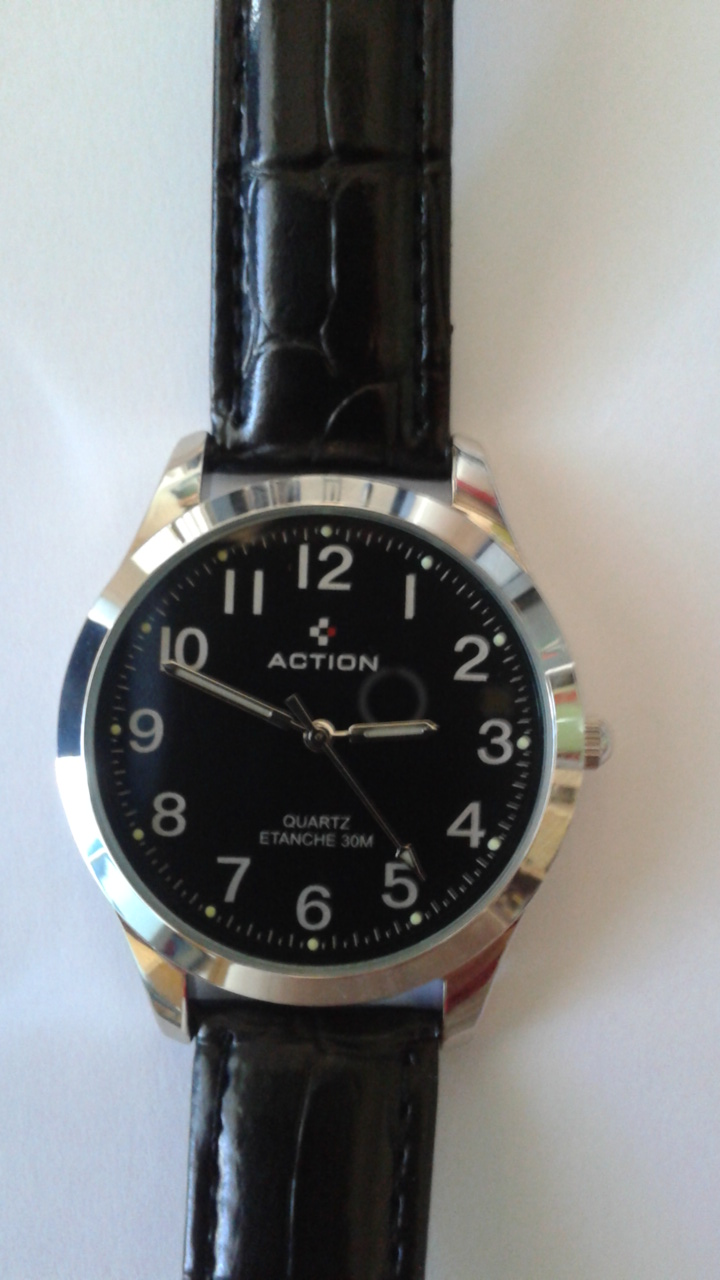
Montre Action Horlogerie PV 22

L'entreprise Action Horlogerie est horloger depuis 1961. Ils sont spécialisés dans production de montres pour hommes, femmes et enfants .

#### Autres
De nombreux autres petits ateliers d'horlogerie existaient notamment dans le secteur de Bregille. On peut citer par exemple les montres Jusma qui deviendront Sifhor, créées par Francis Landry en 1963 alors horloger-vigneron qui perdureront jusque dans les années 1970, et ayant employé jusqu'à 40 ouvriers. D'autres horlogers indépendants possédaient des ateliers individuels, comme le Père Gauthier, 
Bossy fils (maison fondée en 1848) dont 4 générations Xavier Bossy, Léon Bossy, Georges Bossy et Roger Bossy. Cette entreprise était installée 6 rue des chambrettes (rue Pasteur) puis 9 rue de Lorraine, dans le quartier des ateliers d'horlogerie,
Charlers Wetzel, Gérard Blondeau, Lamoureux... Il existait également autour de l'activité horlogère des entreprises spécialisées dans les articles associés aux montres, comme Georges Pargemin qui fabriquait des bracelets en cuir, ou encore la bijouterie M. Matille créée en 1920 ayant employé jusqu'à une dizaine de salariés.

## Les personnalités en rapport avec l'horlogerie bisontine

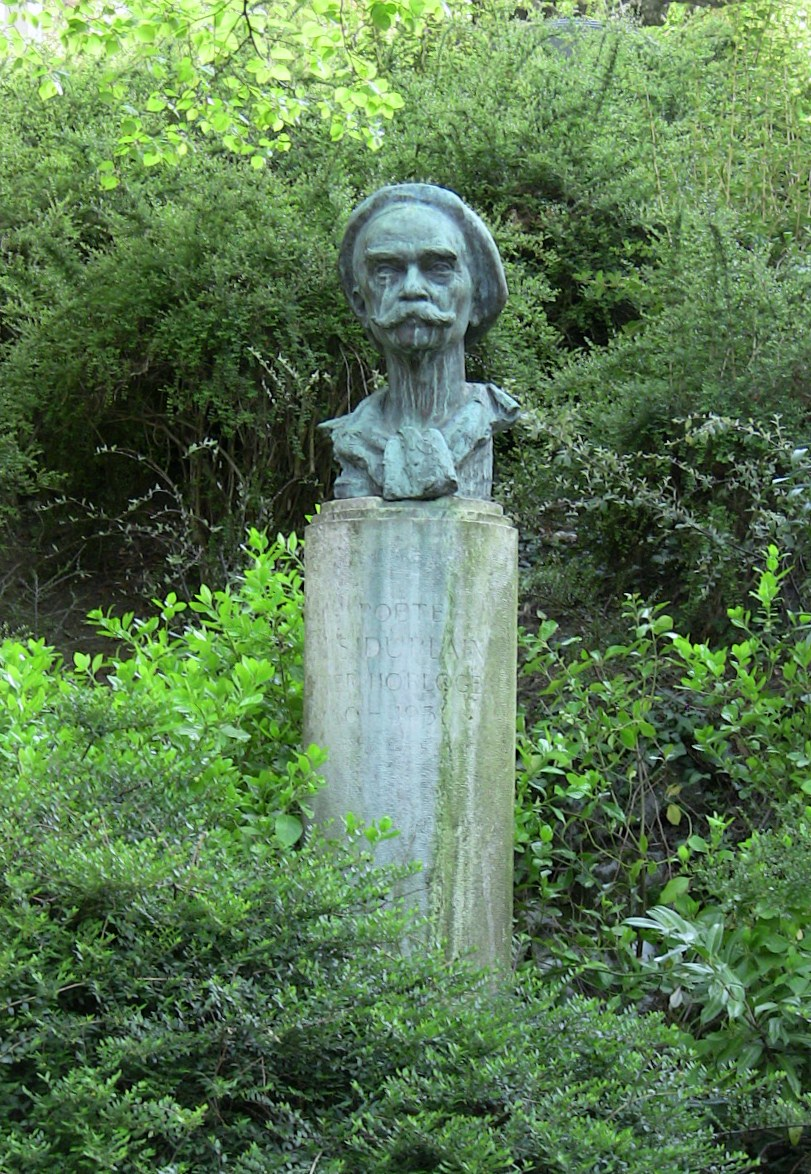
Statue de Louis Duplain.

- Antide Janvier (1751-1835), jurassien qui effectua un séjour dans la ville en 1770, lorsque la municipalité, dont l'attention avait été attirée par le travail précédent, lui demanda de travailler à la réfection de l’horloge de table du cardinal de Granvelle, fabriquée à Augsbourg en 1564.
- Laurent Mégevand (1754-1814) horloger d'origine suisse, fondateur du pôle historique industriel horloger de Besançon[4],[6].
- Auguste-Lucien Vérité (1806-1887), créateur de l'horloge astronomique de Besançon, considérée comme un chef-d'œuvre du genre[24].
- Emmanuel Lipmann (1844-1913), juif bisontin, fondateur de la dynastie Lip[12].
- Louis-Joseph Fernier (1815-1879), maire-député de Besançon élu en 1871, fondateur de la manufacture horlogère Louis Fernier & Frères.
- Louis Mercier (1837-1907) et Louis Duplain (1860-1931), poètes-horlogers autodidactes[64].
- Les militants Séverin Robert, Adrien Graizely, Auguste Jouchoux et Octave David.
- Les résistants Julien Prétot, René Drezet, Gabriel Plançon, André Brenot, Philippe Gladoux, Jean Robert...

## Lieux bisontins en rapport avec l'horlogerie

### Le musée du Temps

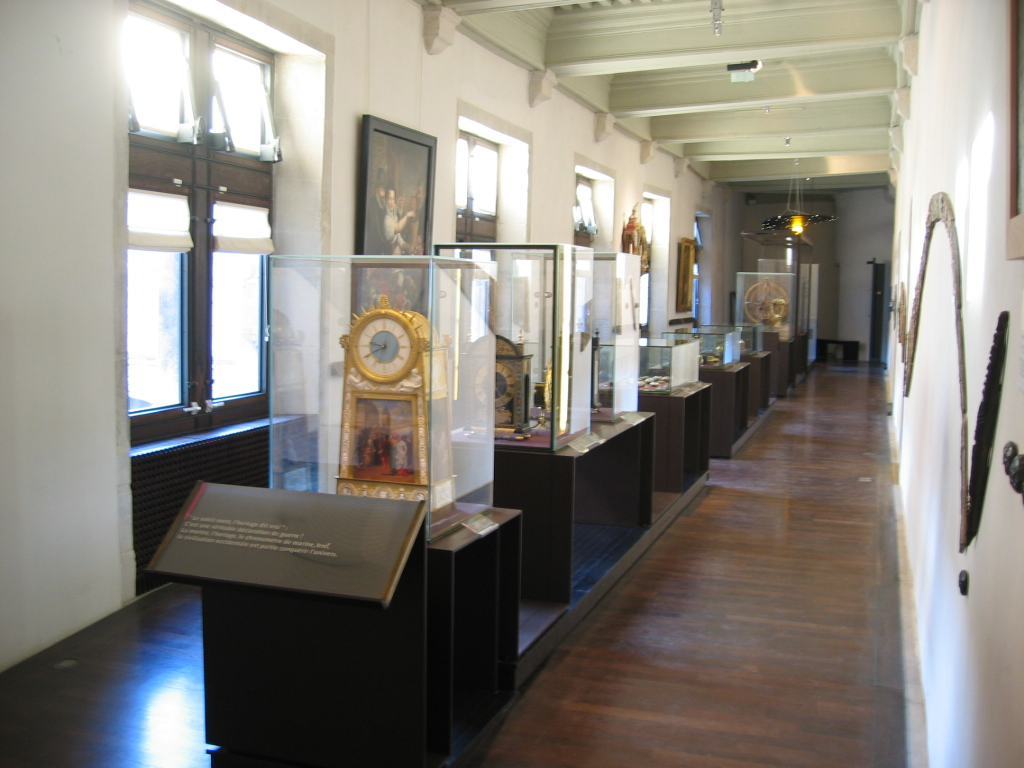
Une galerie du musée du Temps.

En rapport avec l'intense activité horlogère mais aussi à l'image des musées suisses, la ville de Besançon envisage dès la fin du XIXe siècle de créer un musée d'horlogerie. On tente alors de constituer des collections, et après plusieurs difficultés, le partenariat des élus locaux et d'un projet scientifique fait aboutir en 1890 le projet. L'objectif est d'associer deux fonds de collections municipales : le premier, grâce au musée des beaux-arts et d'archéologie de Besançon qui possède des montres, des cadrans solaires, des sabliers... et le deuxième grâce au fonds réuni par le musée d'histoire (possédant des tableaux, des gravures...) complété dans les années 1980 par la création d'un département d'histoire industrielle, qui attire de nouvelles collections d'horlogerie. En 1987, le musée d'histoire disparaît au profit d'un musée du Temps ouvert au palais Granvelle, soutenu par la municipalité de Besançon, l'Union européenne, le Ministère de la Culture, le Ministère de la Recherche, la région ainsi que par le département qui mettront en œuvre des moyens permettant de doter la capitale comtoise d'un musée sans équivalent en Europe.

### Le lycée Jules Haag

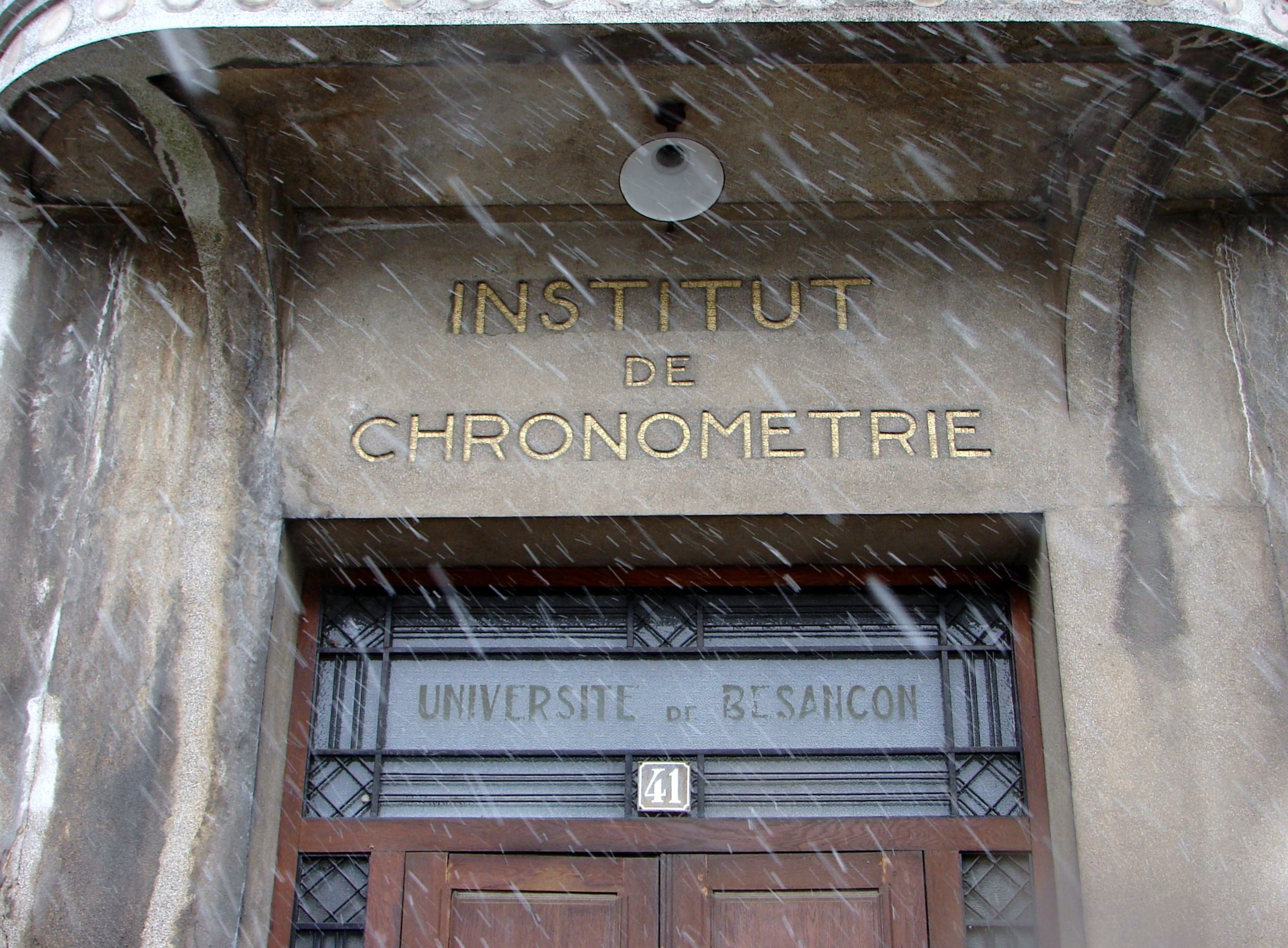
Entrée du lycée Jules-Haag.

Le lycée fut construit entre 1923 et 1933 dans le quartier de la Grette-Butte. En 2010, son administration mène avec le conseil régional de Franche-Comté une  politique de réhabilitation, comprenant la réfection de locaux mais aussi la construction de bâtiments, comme en 2003 pour l'accueil d'étudiants en BTS ainsi que des classes préparatoires aux grandes écoles. Un nouveau CDI a également vu le jour, ainsi qu'une cafétéria et un espace pour les professeurs. La présidente du conseil régional, Marie-Guite Dufay, a inauguré en 2008 le plateau des microtechniques qui ont fait l’objet d’un important réaménagement.
En devenant en 1978 le Lycée technique d’État Jules Haag, puis en 1987 le lycée polyvalent Jules Haag, l’école d’horlogerie qui véhicule sa riche culture technologique s’aligne sur les autres lycées bisontins, eux aussi polyvalents, dans sa fonction d’enseignement général, mais il garde une certaine coloration qui le distingue des autres. L’école d’horlogerie propose une alternative plus sociale, assurant un débouché professionnel dans la région même, d’où la réputation qu’elle a pu acquérir notamment auprès de la population très impliquée dans le tissu industriel de la ville. Lorsque la ville de Besançon a perdu sa vocation horlogère, elle a atteint une dimension de capitale des microtechniques, le lycée Jules Haag participant à cette évolution.
Architecturalement, le lycée est considéré comme l'un des beaux bâtiments de type béton de la ville, notamment en raison de ses nombreuses gravures et bas-reliefs ornant l'imposante façade de style art déco, mais aussi pour la coupole astronomique située sur le toit même de l'établissement.

## L'horlogerie bisontine dans les arts
Architecture

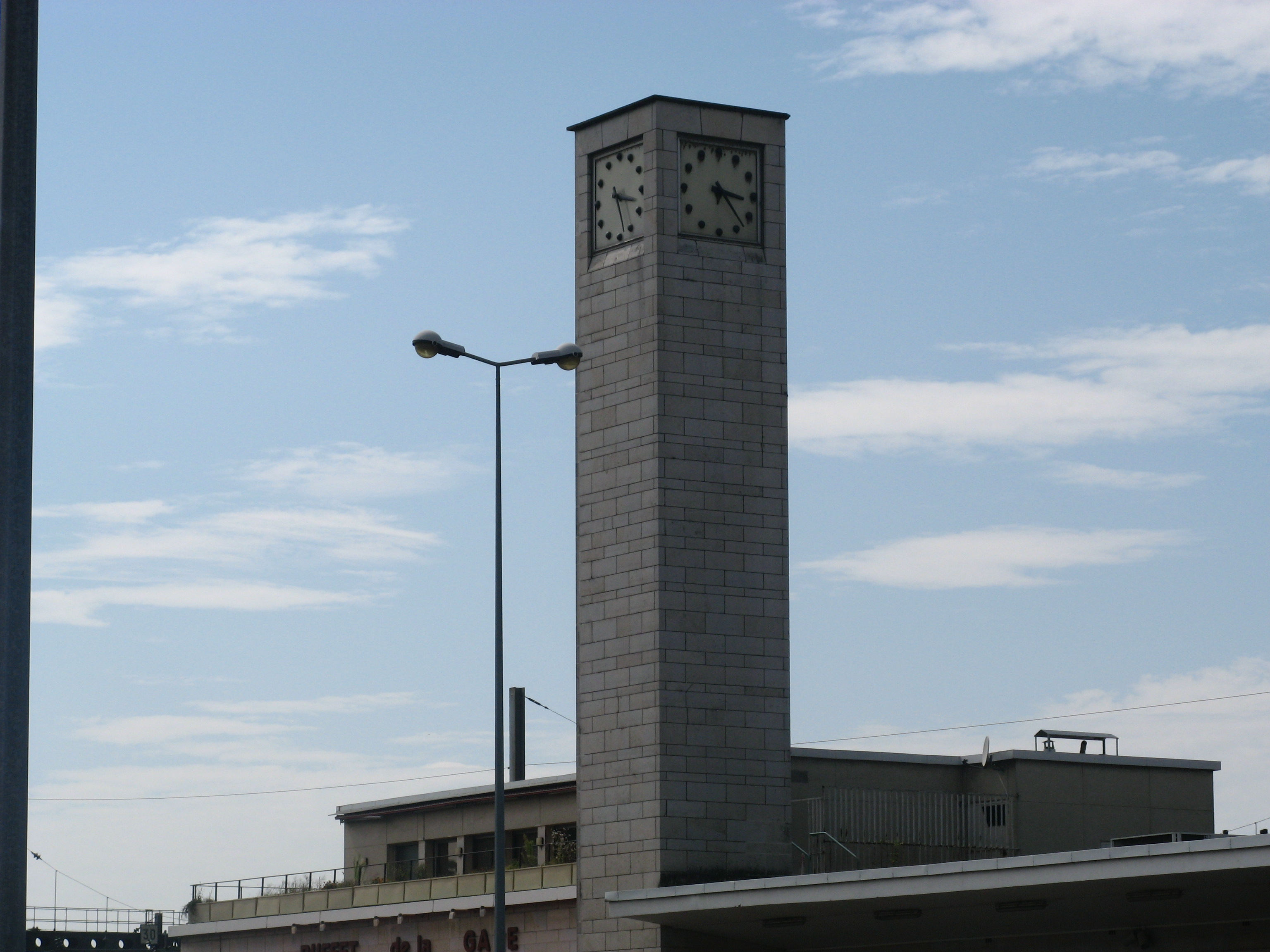
Horloge de la gare Viotte.

Outre les nombreux ouvrages revenant sur l'histoire de l'horlogerie dans la ville mais aussi sur le conflit Lip, des éléments architecturaux soulignent l'importance de cette industrie pour la région. La ville comporte en effet des indices sur son long passé horloger : l'horloge de la gare Viotte haute d'une dizaine de mètres ainsi que de nombreuses horlogers disséminées un peu partout, principalement dans le centre historique ; aussi, il n'est pas rare de voir des compositions florales dans la cité, formant des horloges.
Bande dessinée
Dans l'album de bande dessinée de la série Astérix intitulé Obélix et Compagnie, une allusion à la culture horlogère de Besançon est faite par l'intermédiaire du marchand Uniprix qui vend des sabliers de Vesontio, ancien nom gallo-romain de Besançon.
Films
Les Lip, l'imagination au pouvoir est un documentaire réalisé par Christian Rouaud, sorti au cinéma en 2007. Il présente l'affaire Lip et tous ses événements à travers les témoignages des principaux protagonistes de l'époque, le tout sur un ton historique, social et politique et en incluant quelques images d'archives. Unanimement salué par la critique de par son concept et sa neutralité, le film rend hommage à cette lutte et entend transmettre cette page d'histoire aux jeunes générations.
Les Lip ou Lip, un été tous ensemble est un film documentaire de Dominique Ladoge retraçant la grande grève de Lip. À travers une employée prénommée Tulipe, âgée de 20 ans et fille d’immigré italien, on revoit les plus grands moments de la lutte des années 1970. En juin 2010, la société de production Jade Production a appelé tous les Bisontins à venir participer à une reconstitution de manifestation, dans le centre historique de la ville. Actuellement, le film est toujours en production, et aucune date de sortie n'est avancée.
Fils de Lip est un film documentaire réalisé par Thomas Faverjon en 2007, racontant l'histoire du deuxième conflit Lip à travers les témoignages des « sans voix » (tous ceux qu’on n’a jamais entendus). Il présente le nouveau combat des Lip dans une entreprise qui a déposé le bilan, mais qui reste parfaitement rentable aussi bien au niveau des machines que des ouvriers. Cependant aucun repreneur ne s'y intéresse, à cause de l’élite économique et politique de l'époque, qui voulait sanctionner la révolution du premier conflit. C'est un nouveau regard qui est alors porté sur ces salariés ne vivant pas une époque glorieuse comme pour la lutte précédente, mais une amère répression.
Monique, Lip I et La marche de Besançon, Lip II sont deux documentaires réalisés sur le conflit Lip par Carole Roussopoulos, en août 1973. Dans le premier documentaire, on voit des scènes tournées à l'époque où les ouvriers grévistes expriment leurs points de vue sans orienter les réponses aux questions posées, et notamment en la personne d'une salariée particulièrement mise en lumière : il s'agit de Monique Piton, exposant avec engouement et lucidité sa vision du conflit ; elle raconte le déroulement de l'occupation de l'usine par la police, les quatre mois de combats, la place des femmes dans cette lutte, ce qu'elle a appris, et critique aussi le rôle de la télévision et des médias. Quant au second documentaire, lui aussi réalisé à partir d'images d'époque, il revient sur la grande marche Lip du 29 septembre 1973.

## Compléments